# Rio Grande do Norte
O Rio Grande do Norte é uma das 27 unidades federativas do Brasil. Está situado a nordeste da Região Nordeste e tem por limites o Oceano Atlântico a norte  e a leste, a Paraíba a sul e o Ceará a oeste. É dividido em 167 municípios e sua área total é de 52 809,601 km², o que equivale a 3,42% da área do Nordeste e a 0,62% da superfície do Brasil, sendo um pouco maior que o país da Costa Rica. Com uma população de mais de 3,3 milhões de habitantes, o Rio Grande do Norte é o décimo sétimo estado mais populoso do Brasil, possuindo o segundo melhor IDH e a maior renda per capita da região Nordeste e a melhor expectativa de vida do Norte-Nordeste, chegando a 76,0 anos, a nona maior do país.
A história inicia-se a partir do povoamento do território que hoje é o Brasil, quando houve uma onda de migrações para os Andes, depois para o Planalto do Brasil, a região Nordeste, até chegarem ao Rio Grande do Norte. Ao longo de sua história, seu território sofreu invasões de povos estrangeiros, sendo os principais os franceses e holandeses. Em 1535, a então Capitania do Rio Grande estaria sendo doada pelo rei D. João III a João de Barros. Em 1822, quando o Brasil conquistou sua independência do Império Português, o Rio Grande do Norte passaria a se tornar província e, com a queda da monarquia e a consequente proclamação da república em 1889, a província se transforma em um estado, tendo como primeiro governador Pedro de Albuquerque Maranhão. A capital do estado é Natal e sua atual governadora é Fátima Bezerra, eleita nas eleições estaduais realizadas em 2018, e reeleita em 2022.
Devido à sua localização geográfica, que forma um vértice a nordeste da América do Sul, o Rio Grande do Norte é tido como uma das "esquinas" do Brasil e do continente, posição que também lhe confere uma grande projeção para o Atlântico (a maior dentre os estados brasileiros). Seu litoral, com extensão aproximada de quatrocentos quilômetros, é um dos mais famosos do Brasil. Na economia, destaca-se o setor de serviços. Devido ao seu clima semiárido em parte do litoral norte, o Rio Grande do Norte é responsável pela produção de mais de 95% do sal brasileiro. Na bandeira nacional brasileira, o estado é representado pela estrela Shaula, da constelação de Scorpius.

## História

### Pré-história e período pré-colonial

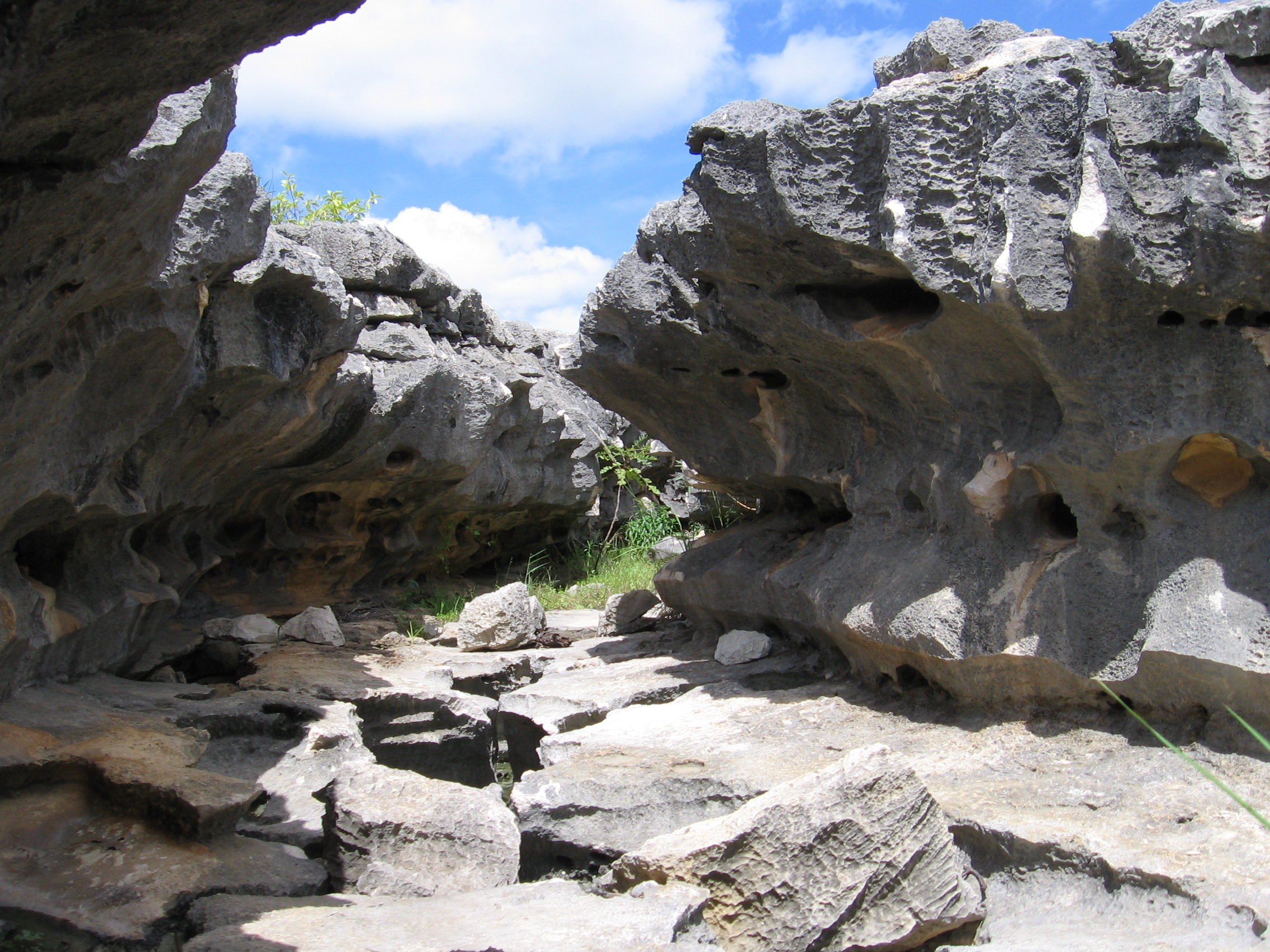
Sítio Arqueológico do Lajedo de Soledade, em Apodi, que contém pinturas rupestres, fósseis da Era Glacial e dos primeiros habitantes do estado

Inicialmente, o território potiguar era habitado por animais da megafauna e, algum tempo depois, começou a ser povoado por caçadores e coletores primitivos. Alguns desses povos primitivos deixaram vestígios que se encontram atualmente nos sítios arqueológicos de Angicos e Mutamba II, onde foram deixados rochas e vestígios de arte rupestre nas paredes das cavernas, desde inscrições até pinturas, cujo significado ainda é discutido, mas, entre várias teorias, a mais aceita afirma que tais vestígios serviam como instrumento de comunicação, pretendendo transmitir uma mensagem pela escrita (que, na época, era muito diferente da atual) e não como uma manifestação artística.
Na época das Grandes Navegações, o litoral potiguar era habitado por povos vindos do atual estado do Paraná e do Paraguai, que falavam o abanheenga, língua aglutinada e com reflexões verbais. Mais para o interior, nas regiões do Seridó, Chapada do Apodi e Alto Oeste, residiam os tapuias, povos indígenas que andavam totalmente nus, sem nenhuma cobertura, sem barbas e que depilavam todos os pelos existentes em seus corpos. As mulheres dessa tribo eram mais baixas que os homens e submissas aos seus maridos.
Acredita-se que, antes mesmo da chegada dos portugueses, alguns navegadores espanhóis, como Alonso de Ojeda e Diego de Lepe, teriam chegado primeiro em terras norte-rio-grandenses. Há também a tese de que, pouco antes da chegada dos portugueses, Pedro Álvares Cabral tenha atingido o Rio Grande do Norte pela praia de Touros.

### Período colonial

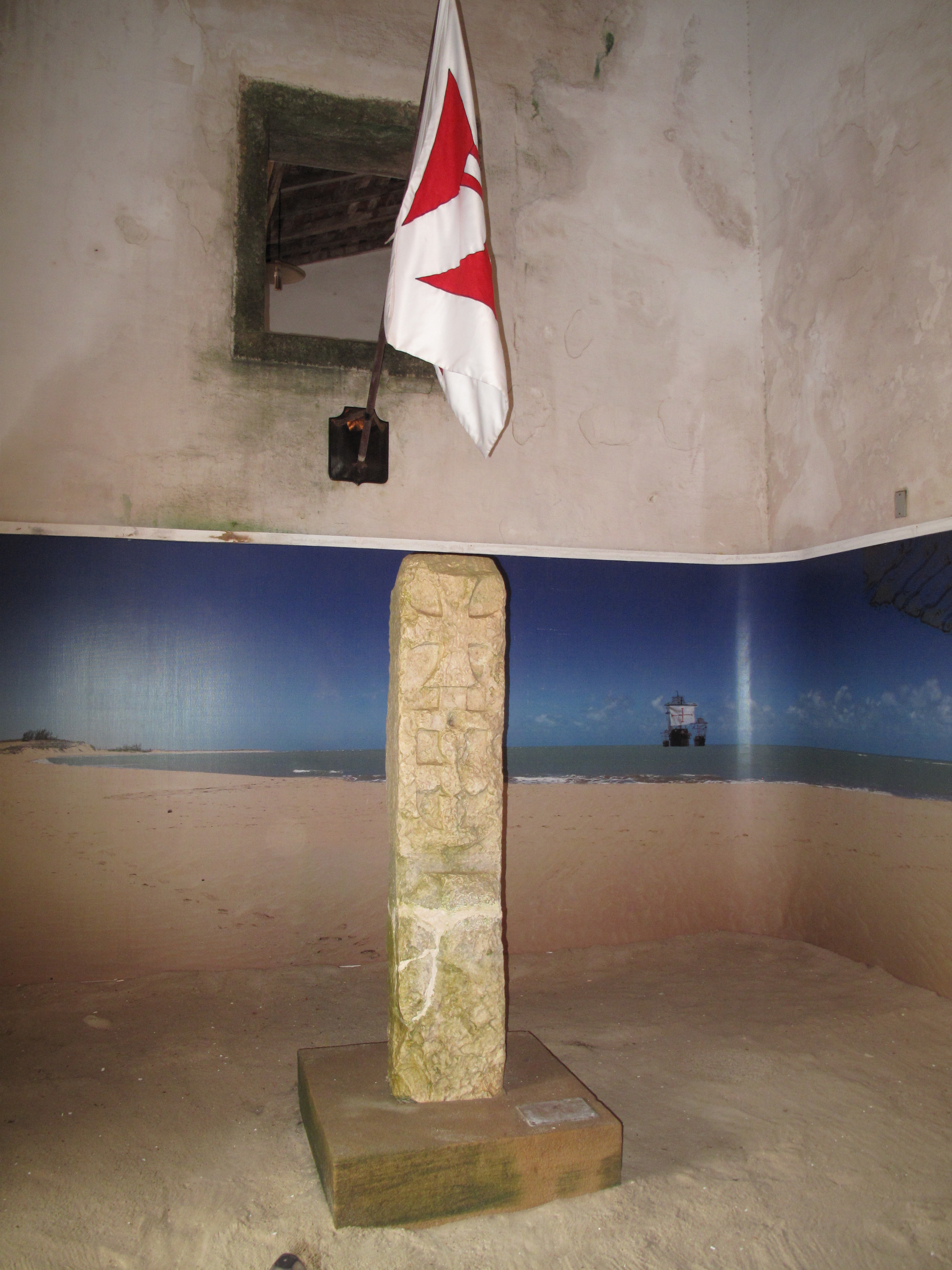
O primeiro marco de posse colonial da terra brasileira por Portugal ocorreu em Touros e hoje se encontra no Museu Câmara Cascudo, em Natal

A primeira expedição a alcançar terras pertencentes ao Rio Grande do Norte, que contava, inclusive, com a participação de Américo Vespúcio, começou em 10 de maio de 1501 e, depois de onze semanas de viagem, alcançou o Cabo de São Roque, onde foi fixado o primeiro marco de posse colonial português no Brasil. O comandante dessa expedição é incerto e, dentre vários nomes, o mais aceito é Gaspar de Lemos. Algum tempo depois, o litoral brasileiro começou a ser visitado por corsários e Portugal, ao saber disso, envia expedições para contê-las, primeiramente entre 1516 e 1519 e depois entre 1526 e 1528. Em 1534, o rei português D. João III divide a colônia do Brasil em um sistema de capitanias hereditárias e, entre elas, estava a Capitania do Rio Grande, de João de Barros, com uma extensão de cem léguas. Em 1535, foi organizada uma expedição com cinco naus, cinco caravelas, 900 homens e mais de cem cavalos que, porém, fracassou com a morte de seu comandante Aires da Cunha. Mais a norte, os portugueses fundaram um povoado (Nazaré), onde permaneceram por três anos.
Com o fracasso da expedição, dá-se a invasão dos franceses, que começaram o contrabando do pau-brasil. Com a União Ibérica, Portugal ficou sob domínio da Espanha e o rei espanhol Felipe II lançou sua atenção sobre a colônia brasileira e, ao perceber o clima de ameaça francesa em tentar conquistar a capitania do Rio Grande, determinou, por meio de duas cartas régias (1596 e 1597), a expulsão dos franceses, a construção de uma fortaleza, de uma Igreja ( Igreja Matriz de Nossa Senhora da Apresentação ) e a fundação de uma cidade. Os franceses dominaram o Rio Grande até o ano seguinte, quando os portugueses, liderados por Jerônimo de Albuquerque e Manuel de Mascarenhas Homem, constroem a Fortaleza dos Reis Magos com objetivo de garantir a posse das terras. Expulsos os franceses e terminada a construção da fortaleza, a cidade de Natal foi fundada em 25 de dezembro de 1599.
Em 21 de dezembro de 1631, uma frota de catorze navios com dez companhias de soldados veteranos, comandadas pelo tenente-coronel Hartman Godefrid Van Steyn-Gallefels, partiram de Recife com destino a Natal, onde desembarcam em Ponta Negra e, posteriormente em Genipabu, segundo o historiador Luís da Câmara Cascudo, com o objetivo de conquistar o Rio Grande, porém a primeira tentativa fracassou. Quase dois anos depois, em 5 de dezembro de 1633, uma outra esquadra comandada pelo almirante Jan Corneliszoon Lichthardt e com tropas sob o comando de tenente-coronel Baltazar Bijm partiram também de Recife com direção à capitania do Rio Grande. Ao chegarem da capitania, os holandeses feriram o capitão-mor do Rio Grande, Pero Mendes Gouveia, e tomaram a Fortaleza da Barra do Rio Grande, que passou a se chamar Castelo de Keulen, dando início ao domínio holandês na capitania.
Durante o período do domínio holandês, a Holanda se preocupava somente em dominar a explorar e ocupar a região, eliminando qualquer tipo de resistência, dentre as quais os massacres de Cunhaú e Uruaçu, ocorridas em 1645. O domínio holandês chegaria ao fim somente em 1654, quando os portugueses puderam retomar o avanço em direção ao interior nordestino, expandindo as fazendas de gado e perseguindo as etnias indígenas. Somente em 1695, quando Bernardo Vieira de Melo assume o governo da capitania, a região é finalmente pacificada.
Em 11 de janeiro de 1701, o Rio Grande do Norte é subordinado a Pernambuco e, posteriormente, à Paraíba. Durante todo o século XVIII, a agropecuária foi a base da economia potiguar. Em 1817, a capitania do Rio Grande do Norte adere à Revolução Pernambucana e uma junta do Governo Provisório se instala em Natal. Em 18 de março de 1818, através de Alvará-Régio, o Rio Grande do Norte é emancipado da Paraíba e se torna uma unidade política autônoma.

### Império e República Velha
Em 7 de setembro de 1822, o Brasil tornou-se independente de Portugal. A notícia da independência levou quase três meses para chegar ao Rio Grande do Norte, que se tornou uma província. Em 1824, explode em Pernambuco uma revolta contra o autoritarismo do imperador brasileiro, D. Pedro I, a Confederação do Equador, que objetivava o projeto de uma república no Nordeste e, de Pernambuco, a revolta se espalhou pelas províncias vizinhas. Na província do Rio Grande do Norte, o movimento foi caracterizado pela atuação de Tomás de Araújo Pereira, que tentou evitar a ocorrência de conflitos armados em território potiguar. No final, o movimento acabou sem obter sucesso após a chegada das tropas imperiais, que dominaram a revolta.

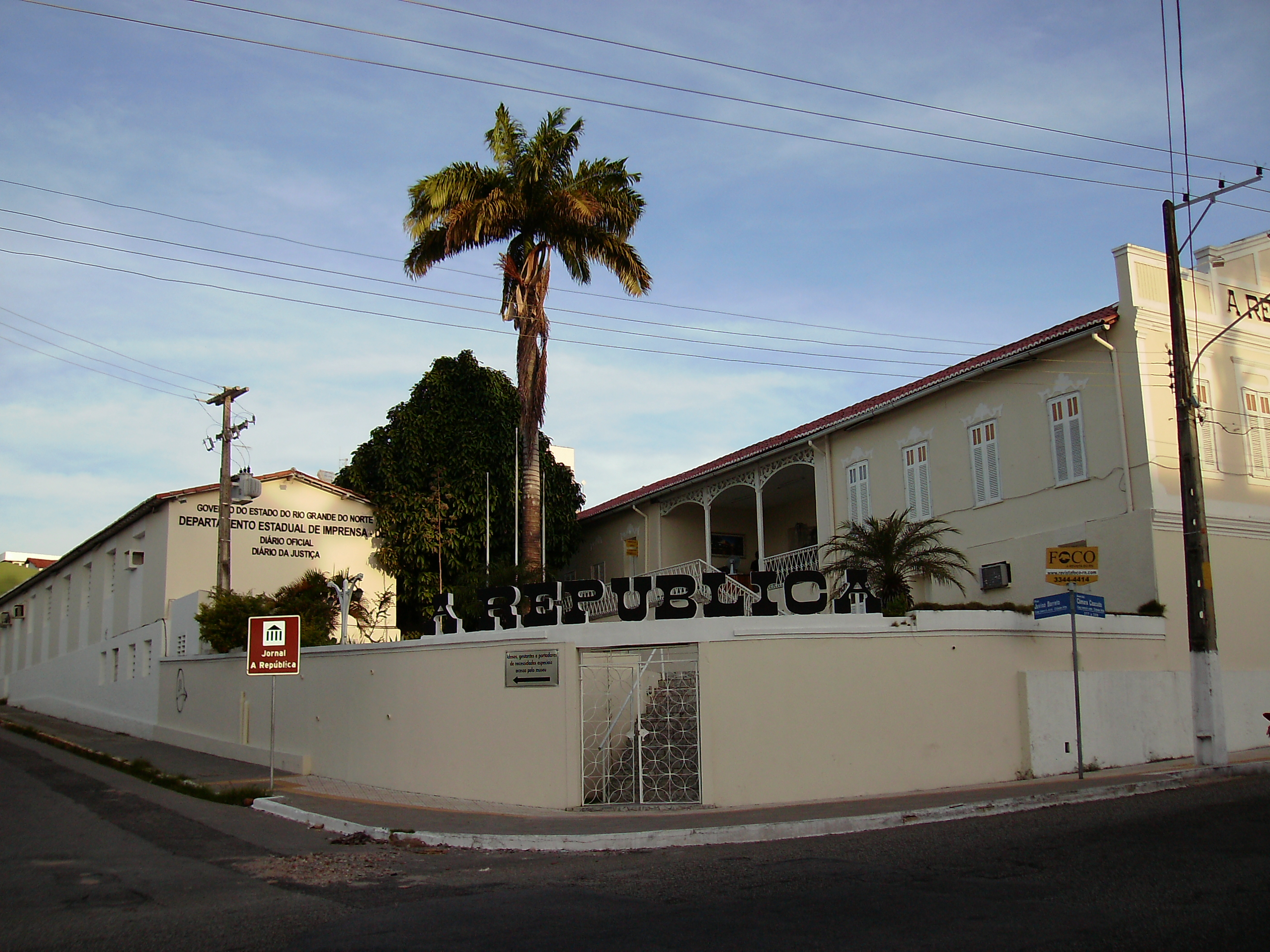
Atual sede do Departamento Estadual de Imprensa (DEI), local de fundação do jornal A República, no século XIX

Embora, em 1817, o Rio Grande do Norte já tenha aderido aos ideais republicanos, acredita-se que o início oficial da propaganda republicana na província tenha ocorrido somente em 1851, com a publicação do jornal Jaguarari, jornal dirigido por Manuel Brandão. Entre 1857 e 1875, com a participação de Joaquim Teodoro Cisneiro de Albuquerque, a campanha seguiu, o movimento cresceu e conseguiu obter mais organização. Em 1886, foi formado em Caicó um núcleo republicano, liderado por Janúncio Nóbrega e Manuel Sabino da Costa, intensificando cada vez mais o cenário republicano. Três anos depois, em 27 de janeiro de 1889, é fundado no Rio Grande do Norte o Partido Republicano, com participação especial de Pedro de Albuquerque Maranhão (conhecido como Pedro Velho), mais tarde líder da campanha. Após a fundação do partido, foi criado o jornal "A República", que se tornou órgão oficial do partido recém-criado.
Ainda durante o Império, a escravidão, predominante do Brasil, também existia no Rio Grande do Norte. Com o objetivo de lutar pelo fim do regime de trabalho escravo, ocorreu em todo o país um movimento abolicionista. Em 30 de setembro de 1883, Mossoró, na região oeste da província, tornou-se uma das primeiras cidades brasileiras a abolir a escravidão, antes mesmo da assinatura da Lei Áurea, em 1888. Em 15 de novembro de 1889, a monarquia é derrubada e o regime republicano é adotado e o Rio Grande do Norte, como as demais províncias, transforma-se em estado. A notícia do fim da monarquia chegou ao estado no dia seguinte, com o envio de um telegrama enviado por José Leão Ferreira Souto ao Partido Republicano.

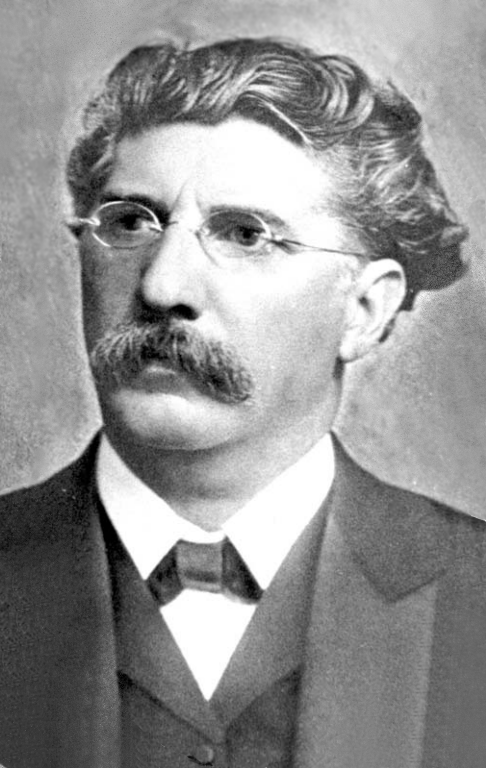
Pedro Velho, primeiro governador republicano do Rio Grande do Norte

Em 17 de novembro, Pedro Velho toma posse como primeiro governador do estado, no entanto, permaneceu no cargo durante um curto período de tempo (até 6 de dezembro de 1889). Nos primeiros anos de República, o Rio Grande do Norte foi dominado pelo sistema oligárquico. Em oposição a esse regime, surge a figura do capitão José da Penha Alves de Souza, responsável por promover a primeira campanha popular no estado, tentando, inclusive, lançar a candidatura do tenente Leônidas Hermes da Fonseca ao governo estadual, mas sem obter sucesso; mais tarde, José da Penha se mudou para o Ceará.
No início do século XX, os estados do Ceará e do Rio Grande do Norte ainda não possuíam seus limites definidos. Em 1901, a Assembleia Legislativa do Ceará elevou Grossos (que corresponde aos atuais municípios de Grossos e Tibau) à condição de vila, anexando-a ao território cearense. Depois, Pedro Augusto Borges, que era presidente (hoje governador) do Ceará na época, sancionou a resolução. O governador do Rio Grande do Norte, Alberto Maranhão, protestou contra esta medida e os governos dos dois estados reagiram enviando tropas para a região disputada. A controvérsia foi levada para decisão por meio de arbitramento, saindo o resultado final favorável ao Ceará. Sendo assim, Pedro Velho convidou Rui Barbosa para defender a causa do Rio Grande do Norte, contando com a participação de Augusto Tavares de Lira. No final, o jurista Augusto Petronio, por meio de três acórdãos (1908, 1915 e 1920), deu ganho de causa ao Rio Grande do Norte, dando fim à Questão de Grossos.
Em meados de 1920, o eixo econômico do Rio Grande do Norte, que era restrito apenas ao litoral, desloca-se para o interior. Em 1926, a Coluna Prestes, que já havia percorrido uma vasta parte do território brasileiro, chegou ao Rio Grande do Norte. O governador procurou, de maneira imediata, reforçar a segurança no estado e enviou o primeiro contingente da polícia militar para a região, onde ocorreram quase todos os combates entre autoridades policiais e rebeldes. A região do Seridó também corria riscos de ser invadida, por isso colocou suas forças policiais em alerta. Somente algum tempo depois, a Coluna Prestes saiu do estado. No ano seguinte, em 10 de junho de 1927, o cangaceiro mais famoso do Nordeste, Virgulino Ferreira da Silva (conhecido popularmente como Lampião) chegou com seu bando ao Rio Grande do Norte, percorrendo várias cidades da região oeste e deixando vários rastros de destruição. Em Mossoró, última cidade invadida, o Lampião sofreria a única derrota de sua vida.

### Revolução de 1930 aos dias atuais
No ano de 1930, quando ocorreu a eclosão de um movimento revolucionário que deu fim à República Velha, o Rio Grande do Norte era administrado por Juvenal Lamartine, cujo governo era caracterizado pela dependência do governo federal e intolerância em combater os adversários, dentre os quais Café Filho, principal personagem de atuação da Revolução de 1930 no estado, que foi perseguido e fugiu para a Paraíba. Em 5 de outubro daquele ano, alguns dias antes do movimento, Juvenal Lamartine abandonou o governo do estado e, em seu lugar, assumiu uma junta governativa formada por três pessoas, que ficaram no poder durante uma semana.
Com a ascensão de Getúlio Vargas ao poder, o Rio Grande do Norte passou a ser administrado por interventores federais até 1947. Somente entre outubro de 1930 e outubro de 1935, o estado teve cinco interventores federais: Irineu Joffily (outubro de 1930 a janeiro de 1931), Aluísio Moura (janeiro a julho de 1931), Herculino Cascardo (julho de 1931 a junho de 1932), Bertulino Silva (junho de 1932 a agosto de 1933) e Mário Câmara (agosto de 1933 a outubro de 1935).
No dia 1º de janeiro de 1931, o navio italiano "Lazeroto Malocello", comandado pelo capitão de fragata Carlo Alberto Coraggio, chegava à capital potiguar, trazendo a Coluna Capitolina, doada pelo chefe do governo da Itália, o fascista Benito Mussolini. Cinco dias mais tarde, a capital norte-riograndense foi visitada pela esquadrilha da Força Aérea italiana. Em 1935, ocorreu a Intentona Comunista, causada principalmente por setores da população descontentes com o interventor Mário Câmara. A rebelião saiu vitoriosa e deixou a cidade de Natal bastante agitada. Em 25 de novembro do mesmo ano foi instalado o "Comitê Popular Revolucionário" e, após a derrota do movimento na cidade do Rio de Janeiro, Natal foi abandonada pelos rebeldes, que se deslocaram para a região do Seridó, onde a repressão foi realizada violentamente até o fim da Intentona Comunista. Com o fim da Intentona, assume o governo do estado Rafael Fernandes Gurjão, eleito indiretamente pela Assembleia Legislativa do Rio Grande do Norte e, com o Estado Novo, nomeado interventor em 1937, ficando no poder até junho de 1943.

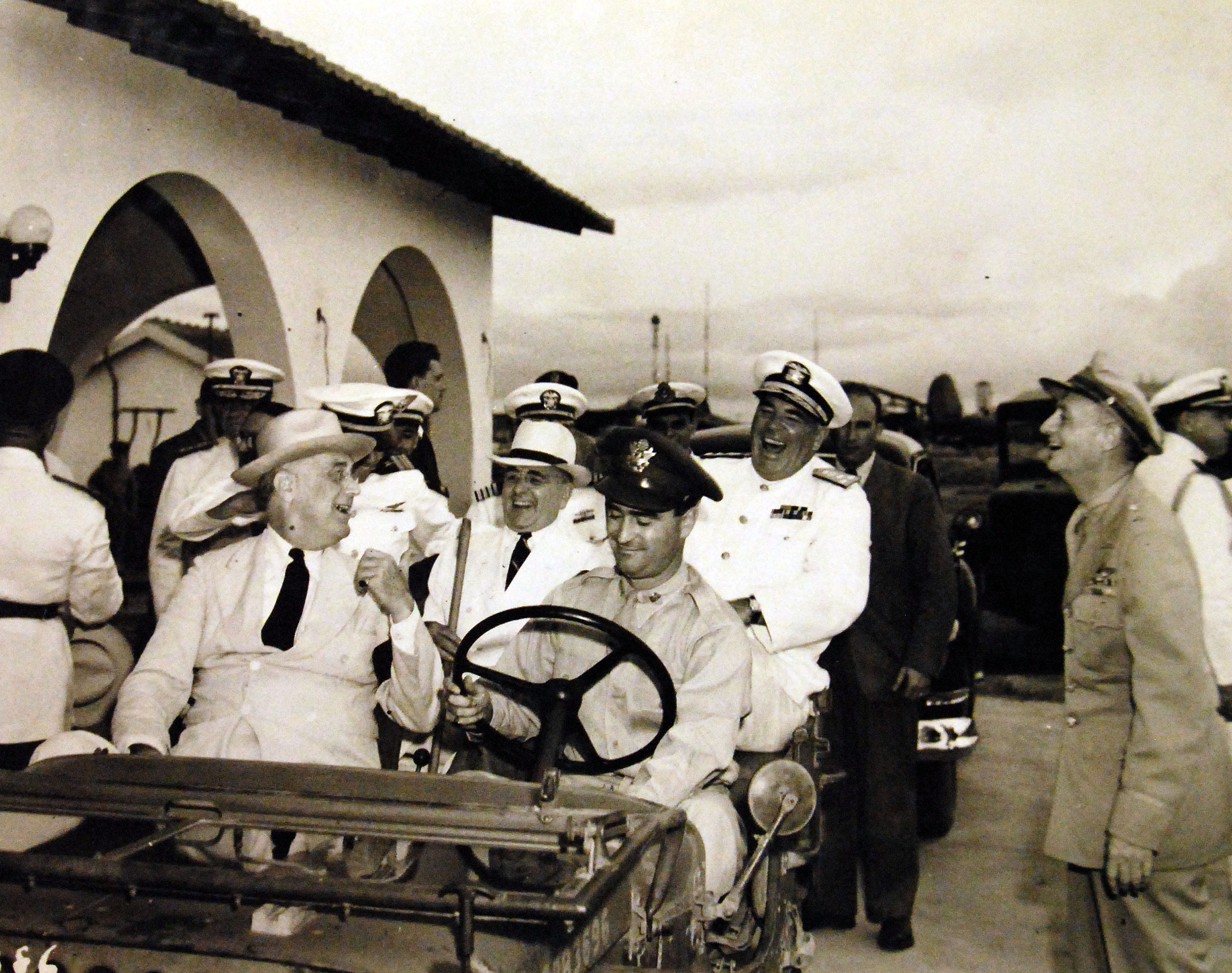
O presidente dos Estados Unidos Franklin Delano Roosevelt (frente), acompanhado do presidente brasileiro Getúlio Vargas (atrás), em visita a uma base de hidroaviões americanos na Segunda Guerra Mundial, atual Museu da Rampa. Natal, 28 de janeiro de 1943

Em 28 de janeiro de 1943, Natal recebeu a visita dos presidentes brasileiro (Getúlio Vargas) e estadunidense (Franklin Delano Roosevelt), sediou a Conferência do Potengi. A conferência ocorreu durante a Segunda Guerra Mundial (1939-1945), numa época em que o norte-americanos começaram a ocupar o território potiguar, dada a localização estratégica de Natal, próximo ao "gargalo do Atlântico", fazendo com que a cidade se tornasse famosa e conhecida internacionalmente, ocupando um lugar de grande destaque na história da aviação. Os estadunidenses construíram uma megabase, hoje localizada em Parnamirim, que desempenhou um papel bastante significativo durante o conflito e tornou-se conhecida como "O Trampolim da Vitória".
Com a saída de Rafael Fernandes do governo, foram interventores federais no Rio Grande do Norte até a volta das eleições diretas para governador em 1947: Antônio Fernandes Dantas (junho de 1943 a agosto de 1945), Georgino Avelino (agosto a novembro de 1945), Miguel Seabra Fagundes (novembro de 1945 a fevereiro de 1946), Ubaldo Bezerra de Melo (fevereiro de 1946 a janeiro de 1947) e Orestes Lima (janeiro a julho de 1947). As eleições diretas de 1947 deram vitória ao candidato José Augusto Varela, que governou até 1951, quando fora sucedido por Dix-Sept Rosado, ex-prefeito de Mossoró. Este, no entanto, governou apenas por pouco mais de cinco meses, pois, em 12 de julho de 1951, morreu em um acidente de avião na região do Rio do Sal em Sergipe, assumindo em seu lugar o seu vice Sylvio Pedroza, ex-prefeito de Natal, que por sua vez esteve à frente da administração estadual até janeiro de 1956, completando o mandato de seu antecessor. Durante este período, em agosto de 1954, com o suicídio de Vargas, seu vice Café Filho assume a presidência da república, sendo, até os dias atuais, o único potiguar a ocupar o cargo, permanecendo até novembro de 1955.
Sylvio Pedroza fora sucedido por Dinarte Mariz (1956-1961). Em seu governo, foi criada a Universidade do Rio Grande do Norte, em 1960 federalizada e transformada na atual Universidade Federal do Rio Grande do Norte (UFRN). Logo após o governo de Mariz, vieram Aluízio Alves (1961-1966), Walfredo Gurgel (1966-1971) e Cortez Pereira (1971-1975), os dois primeiros eleitos pelo voto popular e o último nomeado pelo regime militar iniciado com o golpe de estado de 1964, que culminou na implantação de um ditadura militar no Brasil até 1985. Durante o regime, houve perseguições a jovens e intelectuais da terra que se opusessem ao regime; políticos como Aluízio Alves, Djalma Maranhão, Garibaldi Alves e Agnelo Alves tiveram seus direitos políticos suspensos pelo Ato Institucional Nº 5, de 1968. A partir de 1974, com a descoberta das primeiras jazidas de petróleo no estado, sua economia, até então prejudicada pelos períodos de estiagem, algumas vezes muito longos, experimentou um maior ritmo de crescimento econômico.
Foram ainda governadores do Rio Grande do Norte durante o regime militar: Tarcísio Maia (1975-1979), Lavoisier Maia (1979-1983) e José Agripino Maia (1983-1986), o único destes a ser eleito diretamente. Até o final do século XX, com a redemocratização do país, governaram o estado: Radir Pereira (1986-1987), Geraldo Melo (1987-1991), José Agripino Maia (1991-1994), Vivaldo Costa (1994) e Garibaldi Alves Filho (1995-2002), tendo este renunciado em 2002 para se candidatar ao Senado, sucedido por seu vice Fernando Freire.

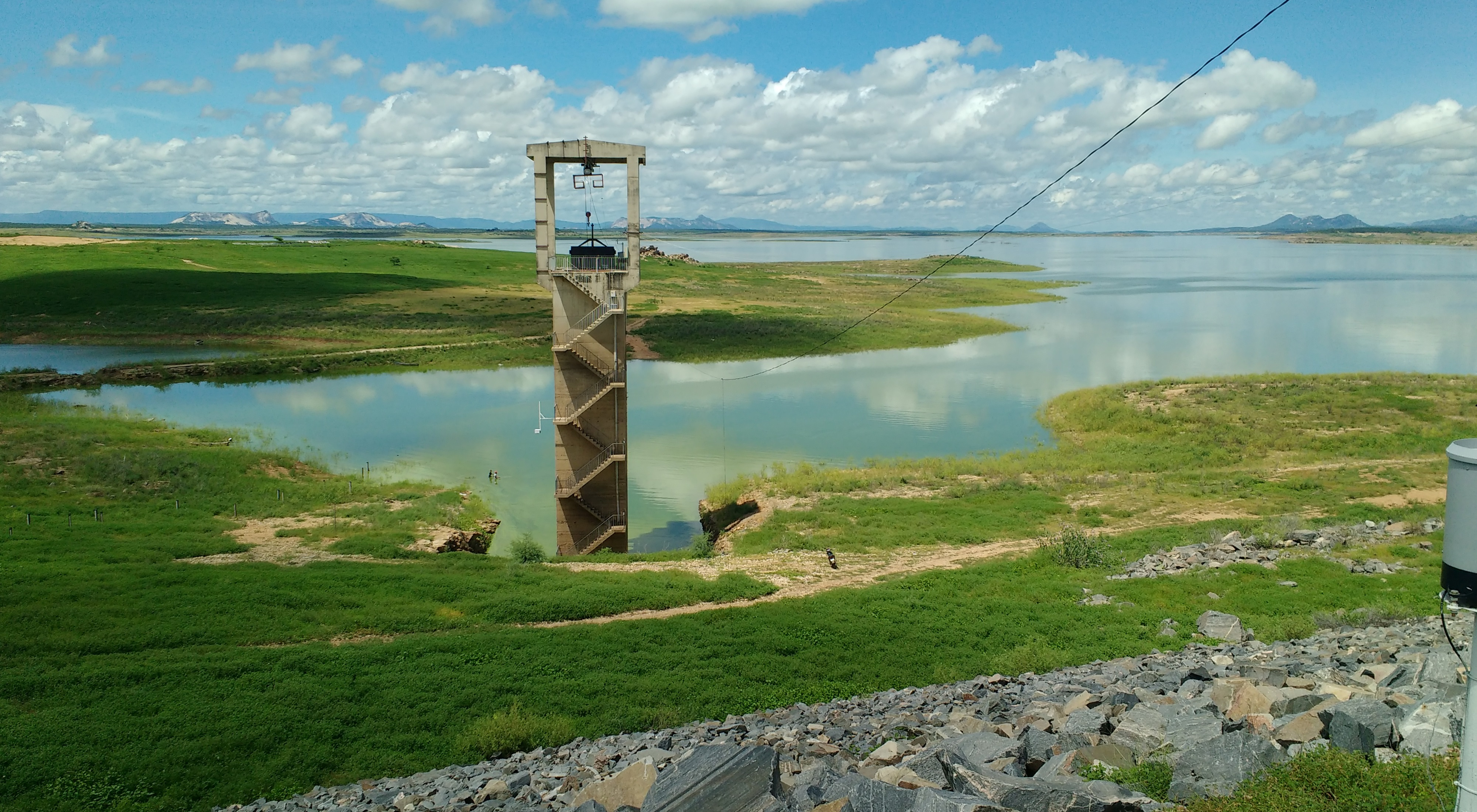
Barragem Armando Ribeiro Gonçalves, maior reservatório do Rio Grande do Norte, em abril de 2017, com menos de 20% de sua capacidade. O Rio Grande do Norte enfrentou a seca mais grave de sua história recente desde 2012 até 2017.

Nas eleições estaduais de 2002, o Rio Grande do Norte elegeu pela primeira vez uma mulher para o governo do estado, a ex-prefeita de Natal Wilma de Maria, reeleita em 2006 e permanecendo até 2010. Neste ano, mais uma mulher foi eleita para comandar o executivo estadual, Rosalba Ciarlini Rosado, então senadora e ex-prefeita de Mossoró, empossada em 2011. No ano seguinte, teve início a seca mais prolongada e intensa da história recente do Nordeste brasileiro, que afetou o Rio Grande do Norte até 2017. A falta de chuvas prolongada comprometeu o setor agropecuário e as reservas hídricas e fez quase todo o território estadual entrar em estado de emergência, levando vários municípios ao colapso hídrico.
Em 2014, Natal sediou quatro partidas da primeira fase da Copa do Mundo, realizadas na Arena das Dunas, construída no mesmo lugar onde ficavam o Estádio Machadão e o Machadinho. Nas eleições de 2018, o Rio Grande do Norte fez história ao se tornar a primeira unidade da Federação a eleger três mulheres para o governo estadual, com a eleição da senadora Fátima Bezerra, obtendo a maior votação da história do estado, com mais de um milhão de votos, recorde este superado com sua reeleição em 2022.

## Geografia
O Rio Grande do Norte está localizado a nordeste da Região Nordeste do Brasil, limitando-se com os estados da Paraíba (a sul) e Ceará (a oeste) e o Oceano Atlântico (a norte e a leste). A distância linear entre seus pontos extremos norte e sul é de 263 quilômetros; enquanto isso, seus pontos extremos leste e oeste estão separados por uma distância reta de 443 quilômetros. Também faz parte do território potiguar o Atol das Rocas, uma reserva biológica marinha considerada patrimônio da humanidade pela UNESCO. Sua área territorial é de 52 809,602 km², sendo um dos menores estados do país, ocupando apenas 0,621% do território nacional. O estado segue o fuso horário UTC-3 (horário de Brasília), três horas atrasado em relação ao Meridiano de Greenwich), com exceção do Atol das Rocas, que segue o fuso UTC-2. Em virtude de sua localização geográfica no território brasileiro, o Rio Grande do Norte é tido como uma das "esquinas" do continente sul-americano, sendo a unidade da federação que mais se projeta para a Europa e a África.
Com 83% do seu território abaixo dos trezentos metros de altitude, e 60% destes abaixo dos duzentos metros, o relevo do Rio Grande do Norte é formado por planícies principalmente no litoral e por planaltos e depressões no interior. No litoral, estão localizadas as planícies costeiras, caracterizadas pela existência de dunas, além dos tabuleiros costeiros, composto de formações de argila. Logo após os tabuleiros, estão as depressões sublitorâneas e, em seguida, o Planalto da Borborema, que compreende as áreas de maior altitude; a Depressão Sertaneja, com terrenos de altitude mais baixa, logo após o Planalto da Borborema e a Chapada do Apodi, próxima aos rios Piranhas/Açu e Apodi/Mossoró. Também existe a Chapada da Serra Verde, encontrada na região do Mato Grande, com terrenos planos e ligeiramente elevados.
Predominam os solos latossólicos no litoral oriental, neossólicos às margens dos rios, luvissólicos na região do Seridó, chernossólicos na Chapada do Apodi, argilosos na região do Alto Oeste e cambissólicos nas regiões planas e onduladas. Em outras regiões também podem ser encontrados os solos planossólicos e de mangue.
Com 90,6% do seu território localizado na região do Polígono das Secas, o clima predominante do Rio Grande do Norte é o semiárido quente (BSh na classificação de Köppen), que domina quase todas as áreas do interior do estado, inclusive o litoral norte, característico das elevadas temperaturas e da escassez e irregularidade das chuvas, cujo índice pluviométrico é por vezes inferior a 700 milímetros anuais (mm/ano), com exceção da região oeste, em especial o Alto Oeste, que apresenta índices maiores. No litoral oriental, o clima é tropical savânico (As), com chuvas mais abundantes e índices pluviométricos superiores a 1 000 mm/ano.

### Hidrografia

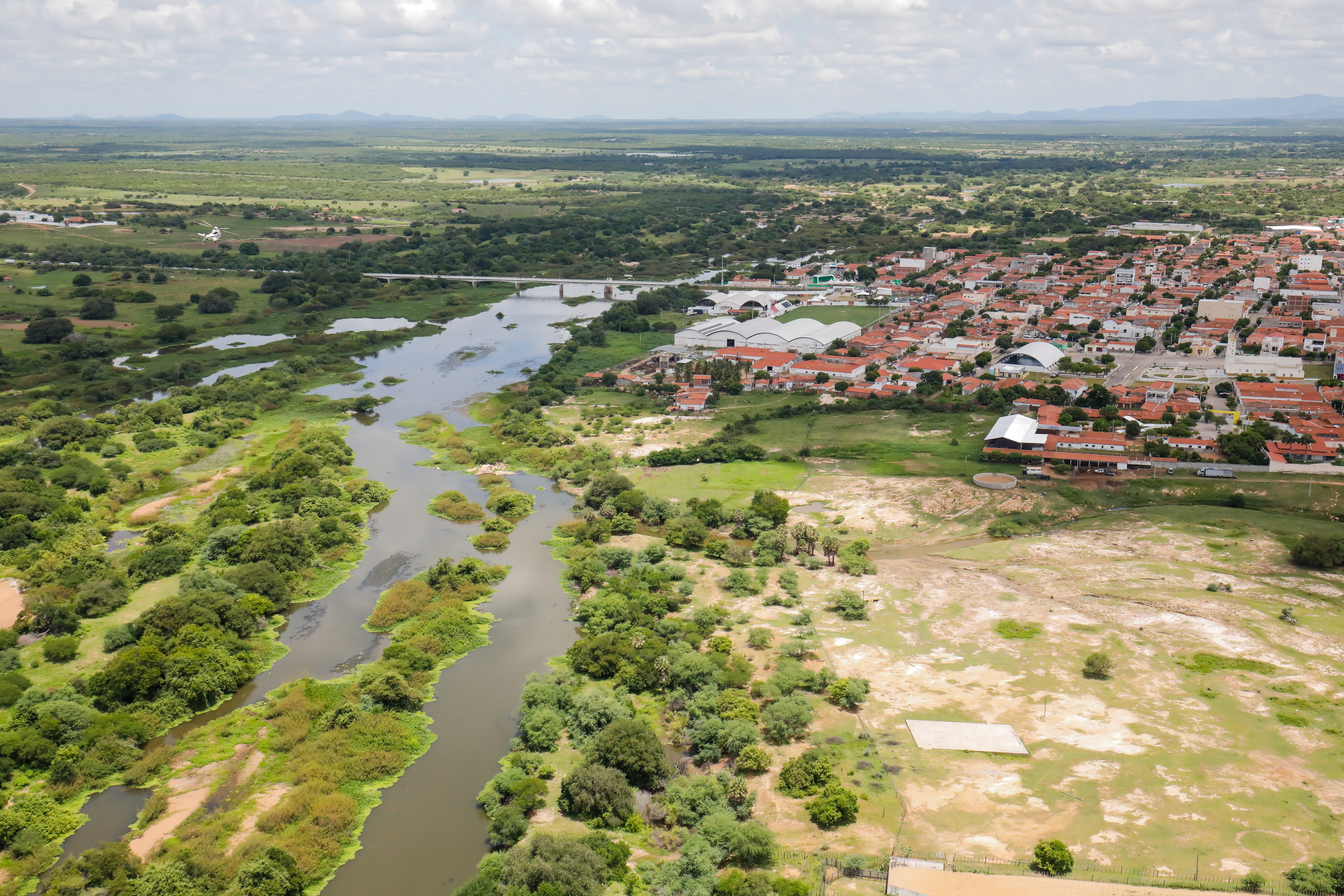
O Rio Piranhas-Açu na altura da cidade de Jardim de Piranhas

Mais de 85% do território do Rio Grande do Norte é dividido em um conjunto de quatorze bacias hidrográficas: Apodi-Mossoró, Boqueirão, Catu, Ceará-Mirim, Curimataú, Doce, Guaju, Jacu, Maxaranguape, Piranhas-Açu, Potengi, Pirangi, Punaú e Trairi. Outros 10,8% estão na faixa litorânea norte de escoamento difuso e 1,2% na faixa leste, ambas constituídas por pequenos cursos d'água que fluem diretamente para o oceano, sem uma área delimitada pelos divisores de águas. Em âmbito nacional, o Rio Grande do Norte encontra-se totalmente inserido na região hidrográfica do Atlântico Nordeste Oriental.
Os dois maiores rios do Rio Grande do Norte, que concentram cerca de 90% das reservas hídricas do estado, são o Piranhas/Açu e o Apodi/Mossoró, cujas bacias cobrem, respectivamente, 32,8% e 26,8% do território estadual. O Rio Piranhas tem sua nascente no sertão da Paraíba e entra em território potiguar pelo município de Jardim de Piranhas, vindo a desaguar no Oceano Atlântico, após passar pela cidade de Macau. No trecho do rio que abrange parte dos municípios de Jucurutu, São Rafael e Itajá, o rio é represado pela Barragem Armando Ribeiro Gonçalves, o maior reservatório do Rio Grande do Norte, com capacidade máxima para 2 373 066 510 m³.
O Rio Apodi-Mossoró, por sua vez, nasce em Luís Gomes, no Alto Oeste, e percorre 210 quilômetros na região oeste do estado até desaguar no mar, entre Grossos e Areia Branca, sendo o maior rio inteiramente potiguar. Outros rios importantes do estado são Curimataú, Jacu, Jundiaí, Potengi, Seridó e Trairi.

### Ecossistemas e biodiversidade

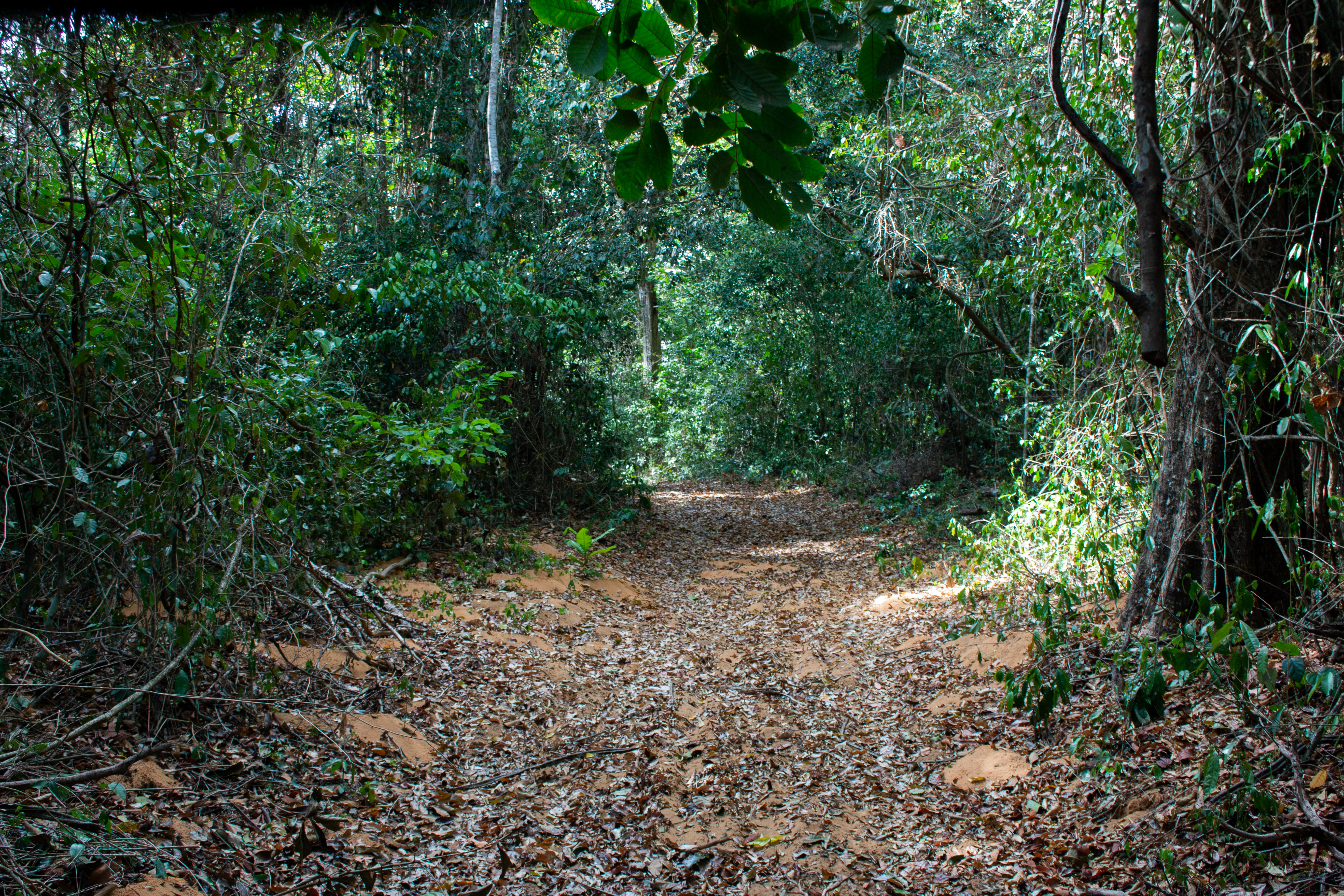
Reserva Particular do Patrimônio Natural Mata da Estrela, em Baía Formosa, a maior área de mata atlântica à beira mar preservada no Rio Grande do Norte

A maior parte da cobertura vegetal original do Rio Grande do Norte foi devastada desde o início da colonização do Brasil, restando hoje apenas uma espécie de vegetação secundária e de menor porte e ligada ao clima, ao relevo e aos solos. São eles a caatinga (que ocupa a maior parte do estado) e a Mata Atlântica, além de pequenos trechos de cerrado, floresta ciliar de carnaúba, floresta das serras, manguezais e a vegetação das praias e dunas. Devido à ação humana, essa formação vegetal vem sendo cada vez mais destruída, causando a desertificação e o enfraquecimento da biodiversidade.
Na fauna do Rio Grande do Norte estão espécies como o aracuá, o beija-flor, a choca-barrada, o concriz, o galo-de-campina, o gato-maracajá-de-manchas-pequenas, o gavião pé-de-serra, os juritis, o macaco guariba, o mocó, a peba, o preá, o sagui-do-nordeste e o tatu-verdadeiro, além de várias outras espécies, como caranguejos, moluscos, ostras e peixes. Na flora estão a amescla, as aroeiras, a gameleira, o jatobá, a maçaranduba, o marmeleiro, o mulungu, as orquídeas, o pau-brasil, o pau-ferro, o pereiro, a peroba, a sapucaia, a sucupira, além de várias espécies de plantas trepadeiras e raras.
O Rio Grande do Norte possui algumas unidades de conservação, dentre áreas de proteção ambiental (APA), parques estaduais e nacionais, reservas de desenvolvimento sustentável, reservas particulares do patrimônio natural (RPPN), entre outras, que juntas possuem uma área de 238 mil metros quadrados, aproximadamente 4,5% do território estadual. Há ainda projetos para a criação de novas unidades de conservação.

Vegetação da serra de Martins, no Alto Oeste, durante o período chuvoso

## Demografia
Entre os censos de 2010 e 2022, a população do estado do Rio Grande do Norte cresceu 4,24%, a uma taxa média de 0,35% ao ano. No último censo, residiam no estado 3 302 729 habitantes (1,63% do total do Brasil), sendo a décima sétima unidade da federação em população. A densidade demográfica era de 62,53 habitantes por quilômetro quadrado e a razão de sexo de 93,83, com 51,59% dos habitantes do sexo feminino e 48,41% do sexo masculino. Ao mesmo tempo, 81,98% residiam na zona urbana e 18,02% na zona rural.

Densidade populacional dos municípios do Rio Grande do Norte em 2022 (hab./km²)
0-25
25-50
50-75
75-100
100-150
150-200
200-300
300-400
400-500
> 500

No quesito cor ou raça, a maior parte da população (50,9%) se autodeclarou parda. Outros 39,49% se autodeclararam brancos, 9,17% pretos, 0,28% indígenas e 0,16% amarelos. Ainda segundo o mesmo censo, 67,01% da população potiguar acima do dez anos eram católicos, 21,4% evangélicos, 0,92% espíritas e 0,29% umbandistas e candomblecistas. Outros 7,42% não tinham religião, 0,02% seguiam tradições indígenas, 0,09% não declararam, 0,02% não sabiam sua preferência religiosa e 2,84% seguiam outras religiosidades.
O Índice de Desenvolvimento Humano (IDH) do estado do Rio Grande do Norte é considerado médio conforme dados do Programa das Nações Unidas para o Desenvolvimento. Segundo o último Atlas do Desenvolvimento Humano do Brasil, divulgado em 2013, com dados relativos a 2010, o seu valor era de 0,684, estando na 16ª colocação a nível nacional e na primeira a nível regional. Considerando-se o índice de longevidade, seu valor é de 0,792, o valor do índice de renda é 0,678 e o de educação 0,597.

### Criminalidade

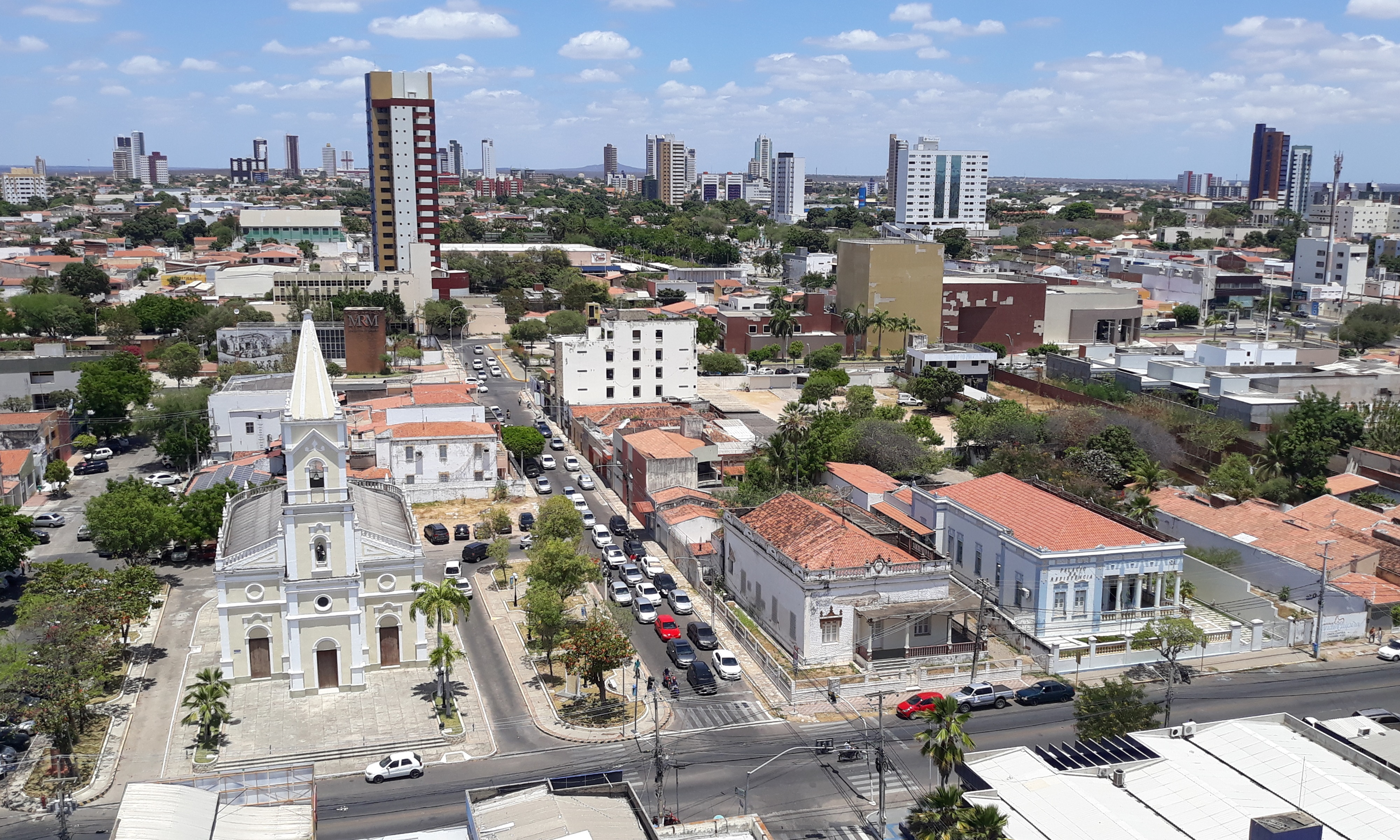
Mossoró, o município com a maior taxa de homicídios do Rio Grande do Norte

De acordo com dados do "Mapa da Violência 2011", publicado pelo Instituto Sangari e pelo Ministério da Justiça, a taxa de homicídios por 100 mil habitantes em território potiguar subiu de 8,5 em 1998 para 23,2 em 2008. Com isso, passou da 24ª para a 19ª colocação entre as unidades federativas do Brasil mais violentas nesse período, com um aumento de 172,8% no número de assassinatos.
Segundo o "Anuário Brasileiro de Segurança Pública" de 2022, os municípios com as maiores taxas de homicídios por 100 mil habitantes neste ano eram Mossoró (63,5) e São Gonçalo do Amarante (44,9), que também figuravam entre as 50 cidades mais violentas do Brasil. Dados mais recentes do Atlas da Violência de 2025, divulgado pelo Instituto de Pesquisa Econômica Aplicada (Ipea) e Fórum Brasileiro de Segurança Pública (FBSP), mostraram que a taxa de homicídios no estado caiu para 26,4 em 2023, o que representou uma queda de 18,8% em relação a 2022, quando era de 32,5. Essa foi a maior redução observada entre as unidades da federação nesse período. Em comparação com 2013, a diminuição no estado foi de 39,2%.

## Política
O Rio Grande do Norte é um estado da federação, sendo governado por três poderes, o executivo, o legislativo e judiciário. Ao longo de sua história, o estado teve doze constituições, a primeira promulgada em 1891 e a atual em 3 de outubro de 1989, alterada por posteriores emendas constitucionais. São símbolos oficiais do estado a bandeira, o brasão e o hino.
No Centro Administrativo do Estado estão localizados a sede do governo do Rio Grande do Norte (Palácio de Despachos de Lagoa Nova), mais algumas secretarias estaduais e outros órgãos das administrações direta e indireta. O governador do estado representa o poder executivo e é auxiliado pelos seus secretários nomeados livremente por ele. No Palácio José Augusto está a Assembleia Legislativa do Rio Grande do Norte, a sede do legislativo estadual desde 1983, unicameral e formada por 24 deputados estaduais. No Congresso Nacional, a representação potiguar é de três senadores e oito deputados federais.
O poder judiciário, por sua vez, possui como instância máxima o Tribunal de Justiça do Rio Grande do Norte (TJRN), composto por quinze desembargadores. Representações deste poder estão espalhadas pelo território estadual por meio de unidades denominadas de comarcas, divididas em três entrâncias: inicial, intermediária e final. De acordo com o Tribunal Superior Eleitoral (TSE), o Rio Grande do Norte encerrou 2024 com 2 643 113 pessoas aptas a votar (1,666% do total brasileiro), distribuídos em 69 zonas eleitorais.

## Subdivisões
Administrativamente, o Rio Grande do Norte é dividido em 167 municípios, sendo a décima terceira unidade de federação com o maior número de municípios. O mais recente é Jundiá, criado pela lei estadual 6 985, de 9 de janeiro de 1997, desmembrado de Várzea, e instalado em 1° de janeiro de 2001.
Os municípios, por sua vez, são agrupados em onze regiões geográficas imediatas, sendo estas incluídas em três regiões geográficas intermediárias, segundo a nova divisão do IBGE vigente desde 2017. As regiões intermediárias são: Natal (formada pelas regiões imediatas de Canguaretama, João Câmara, Natal, Santa Cruz, Santo Antônio-Passa e Fica-Nova Cruz e São Paulo do Potengi), Caicó (regiões imediatas de Caicó e Currais Novos) e Mossoró (Assu, Mossoró e Pau dos Ferros).
Até então, na divisão anterior, os municípios eram agrupados em quatro mesorregiões (Agreste, Central, Leste Potiguar e Oeste) e  dezenove microrregiões (Angicos, Agreste Potiguar, Baixa Verde, Borborema Potiguar, Chapada do Apodi, Litoral Nordeste, Litoral Sul, Macaíba, Macau, Médio Oeste, Mossoró, Natal, Pau dos Ferros, Seridó Ocidental, Seridó Oriental, Serra de São Miguel, Serra de Santana, Umarizal e Vale do Açu).

## Economia
De acordo com dados relativos a 2016, o Produto Interno Bruto do Rio Grande do Norte era de R$ 59 661 bilhões (0,954% do PIB nacional), sendo décima oitava maior do país e a quinta da região Nordeste, ficando atrás de Bahia, Pernambuco, Ceará e Maranhão e à frente da Paraíba, Alagoas, Piauí e Sergipe. No mesmo ano, o PIB per capita era de R$ 17 168,60.
No setor primário, Mossoró é o maior destaque na agropecuária com a fruticultura irrigada, tendo o melão como principal produto destinado às exportações. Em seguida vêm: Touros, com sua atividade agrícola voltada principalmente para cultivo do abacaxi; Ceará-Mirim, com destaque no cultivo e produção de cana de açúcar e outras culturas, como mandioca e mamão; São José do Mipibu, com destaque para a plantação de cana de açúcar, e frutas, principalmente mamão e manga.
No setor secundário, as indústrias mais abundantes no estado são a extrativa mineral (com destaque para a produção de petróleo, gás natural, sal marinho e lâmpadas), a de transformação (principalmente na produção de bens não duráveis de consumo) e a de construção civil, e estão concentradas principalmente na Região Metropolitana de Natal e em Mossoró. O Rio Grande do Norte também possui um dos polos agroindustriais mais importantes no contexto da região Nordeste e um moderno parque têxtil, é o maior estado produtor de sal do país, respondendo por mais de 90% da produção salineira do país, além de ser rico em recursos minerais, como o calcário, o caulim, a columbita, a diatomita, o granito, a mica e tantalita.
Em 2018 o Rio Grande do Norte tinha um PIB industrial de R$ 11,4 bilhões, equivalente a 0,9% da indústria nacional, sendo que cinco setores concentravam pouco mais de 80% da indústria potiguar: serviços industriais de utilidade pública (27,7%), construção civil (23,5%), extração de petróleo e gás natural (13,4%), derivados de petróleo e biocombustíveis (11,7%) e alimentos (6,1%).
O setor terciário representa a maior parte do PIB potiguar e se destaca nas áreas de gastos públicos e comércio. Os principais destaques são Natal, com a expansão das atividades comerciais e de serviços de informação; Mossoró, com o comércio e nos transportes, este último por causa da presença da atuação da Petrobras no município; Parnamirim, com seu crescimento imobiliário decorrente do aumento populacional; São Gonçalo do Amarante, nos transportes; e Guamaré, com a comercialização de derivados do petróleo, fabricados no polo petroquímico. Quanto aos serviços financeiros, no ano de 2014, 132 dos 167 municípios do estado possuíam agência bancária.

### Turismo
O turismo é outra importante fonte de renda do estado, sendo o maior de iniciativa própria. Segundo estatísticas, o Rio Grande do Norte é visitado por mais de dois milhões de turistas anualmente, vindos de outros lugares do estado, de outras regiões do Brasil e até mesmo do exterior, principalmente de países europeus. O governo do Rio Grande do Norte agrupa alguns municípios em cinco polos turísticos, cada um com suas características naturais: Agreste/Trairi, Costa Branca, Costa das Dunas, Seridó e Serrano.
O Rio Grande do Norte possui uma diversidade de pontos turísticos, desde sítios arqueológicos, belezas naturais e polos de ecoturismo. Natal é porta de entrada para o turismo no estado, tendo como destaques o Centro de Artesanato, a Fortaleza dos Reis Magos, o Parque das Dunas e a Praia de Ponta Negra, que abriga o Morro do Careca e é interligada às demais praias da cidade pela Via Costeira. Depois de Natal, merecem destaque os municípios de Extremoz, que abriga as conhecidas dunas na praia de Genipabu, e Tibau do Sul, onde ficam as praias de Pipa e do Amor. Outras das praias mais conhecidas do estado são Barra de Cunhaú (Canguaretama), Maracajaú (Maxaranguape), Pirangi (Parnamirim). Ainda no litoral, também se destacam como importantes destinos turísticos os municípios de Galinhos (litoral norte) e São Miguel do Gostoso (litoral nordeste).
No interior, alguns dos principais pontos turísticos são o Açude Gargalheiras (em Acari), o Castelo de Zé dos Montes (Sítio Novo), a Estátua de Santa Rita de Cássia (Santa Cruz) e o Lajedo de Soledade (Apodi). No Seridó, o principal destino é Caicó, que sedia um dos maiores carnavais de rua do país e também se destaca pela festa sua padroeira Sant'Ana. Na mesma região está Carnaúba dos Dantas, que abriga o Castelo Di Bivar e o Monte do Galo. Na região oeste, Mossoró é conhecido pela sua resistência ao bando de Lampião, retratado no espetáculo Chuva de Bala no País de Mossoró durante os festejos juninos da cidade. No Alto Oeste, Martins abriga a segunda maior caverna de mármore do Brasil, a Casa de Pedra, e é conhecido pelo seu clima mais ameno em comparação com áreas de entorno, com temperatura podendo chegar a 15 °C na época mais fria do ano, quando a cidade realiza um festival gastronômico. Completando a lista dos municípios mais visitados do interior estão Monte das Gameleiras e Serra de São Bento, ambos no agreste.

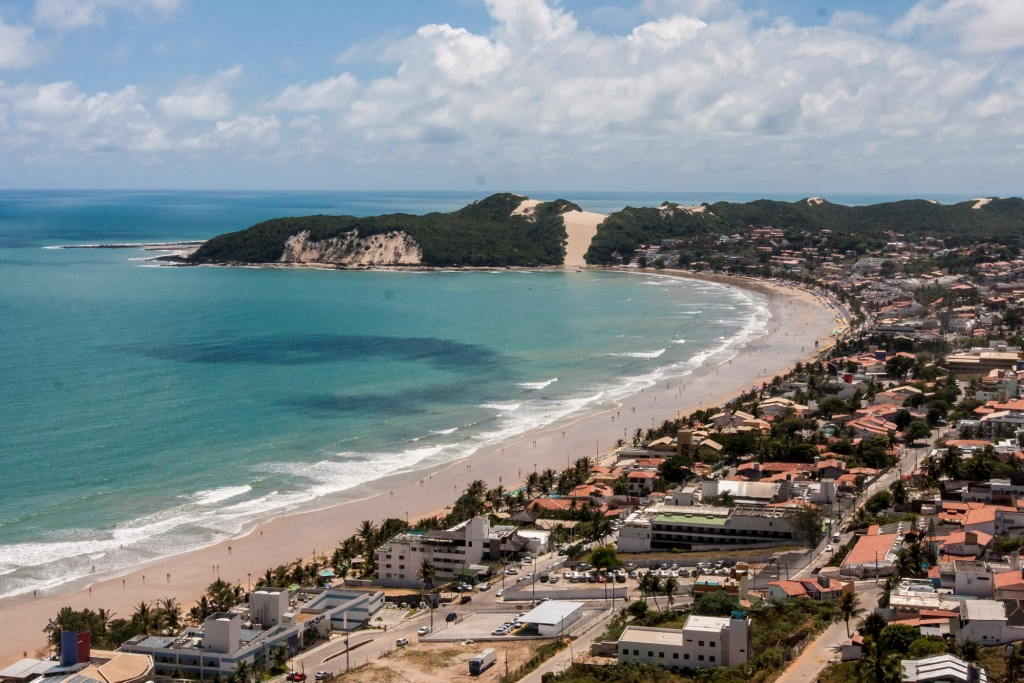
A Praia de Ponta Negra com o Morro do Careca, em Natal
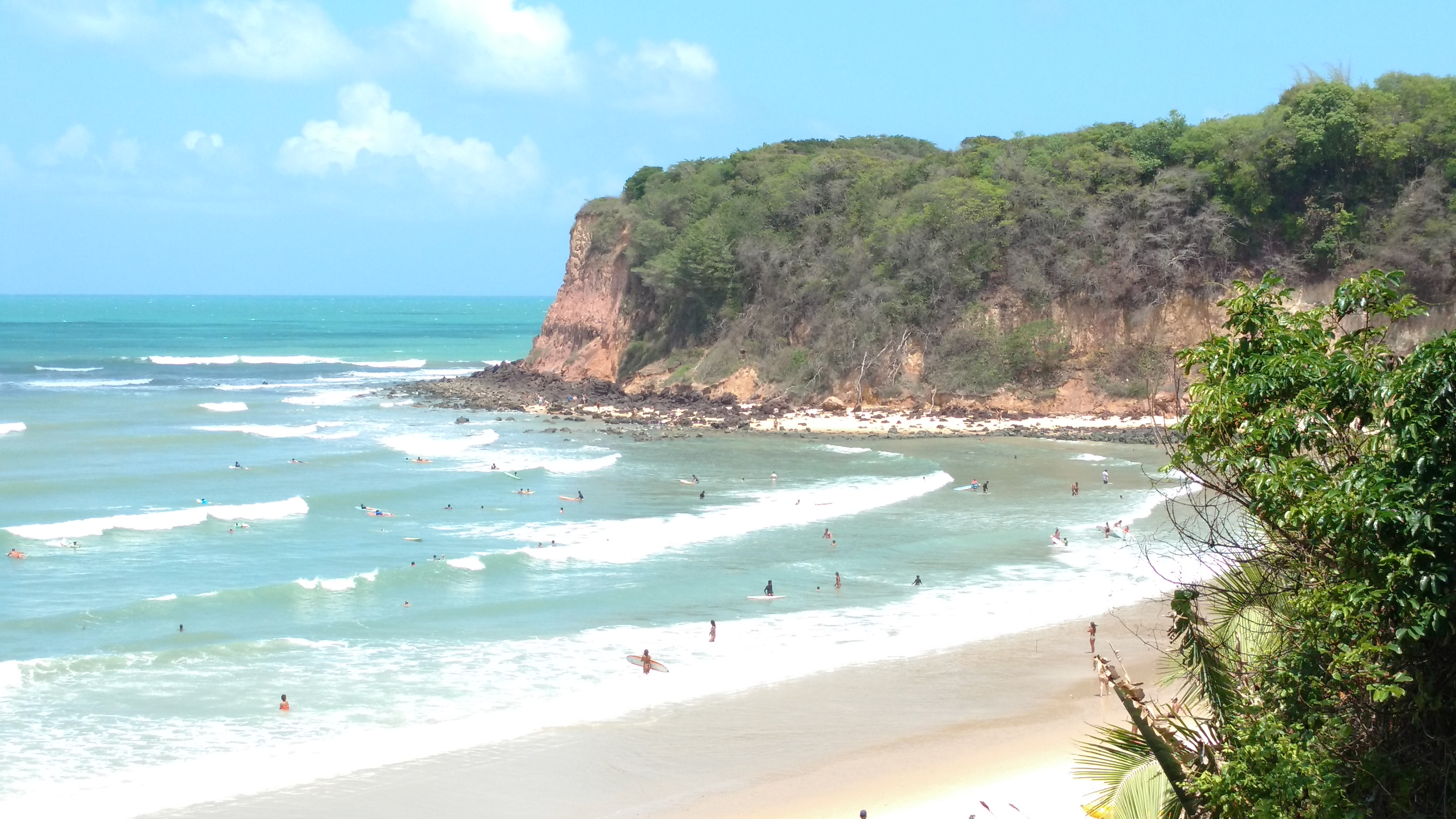
A Praia de Pipa e suas falésias, em Tibau do Sul
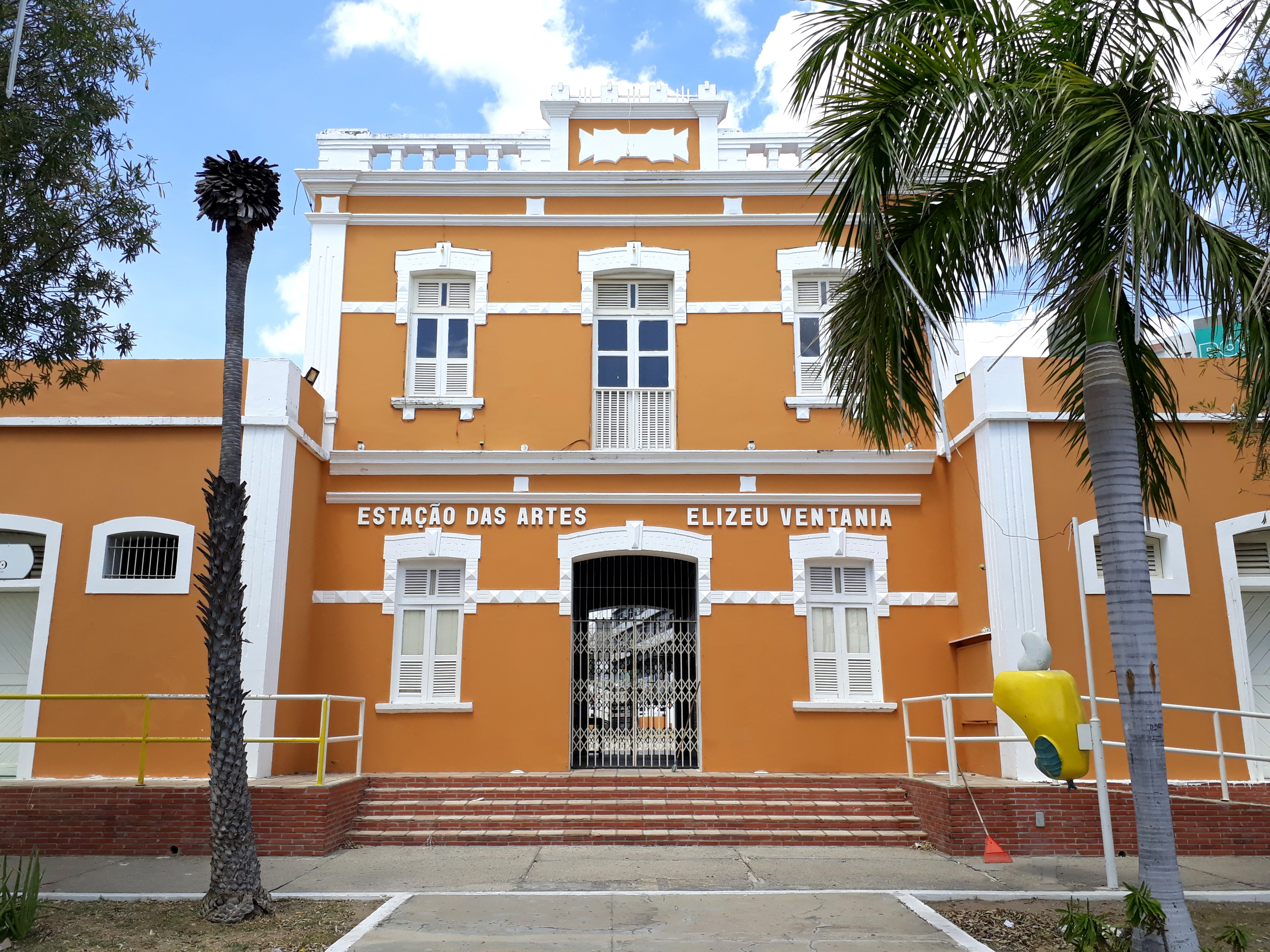
Estação das Artes Elizeu Ventania, sede dos principais eventos de Mossoró
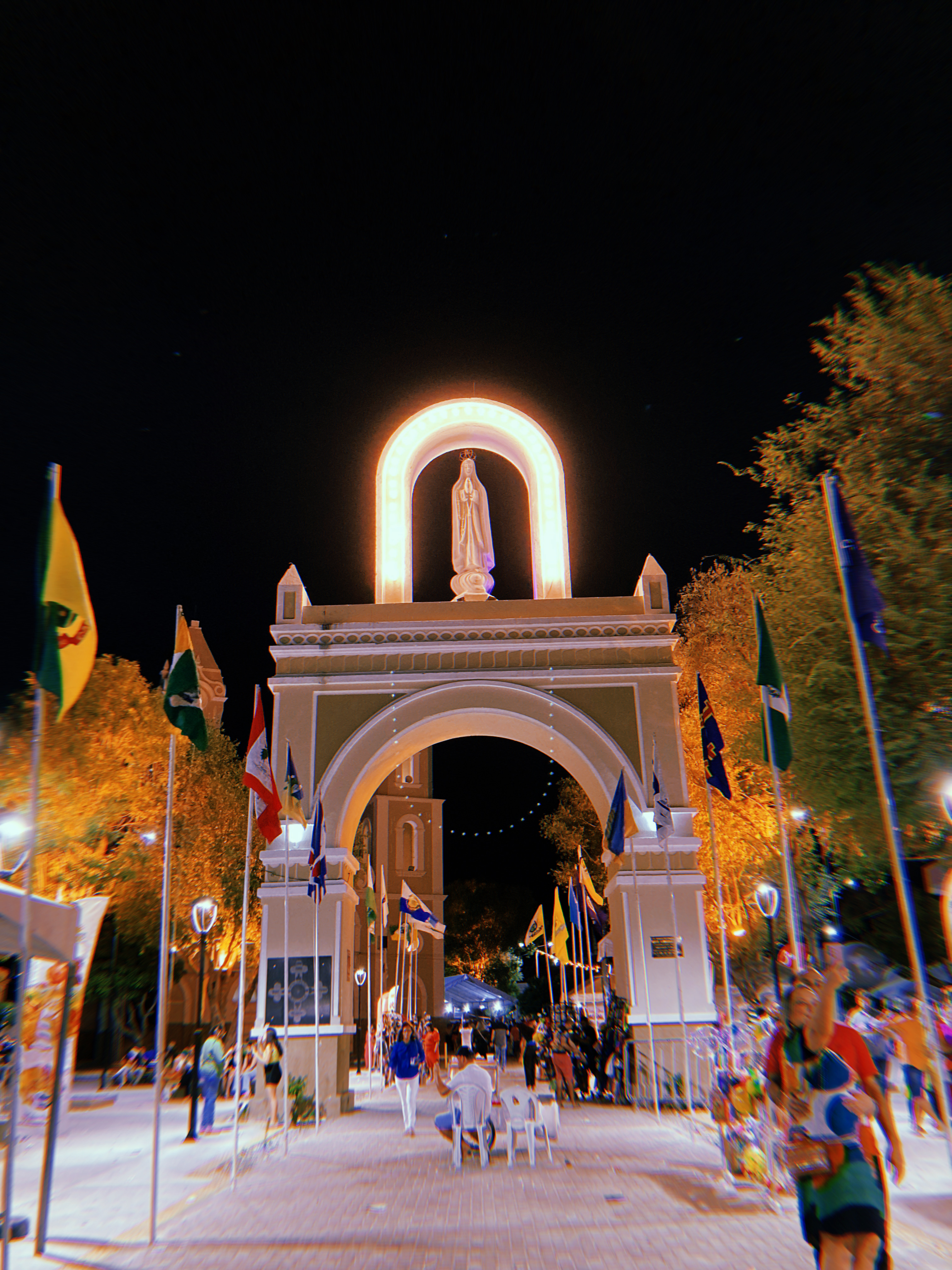
O Arco do Triunfo em Caicó, com a Catedral de Sant'Ana atrás
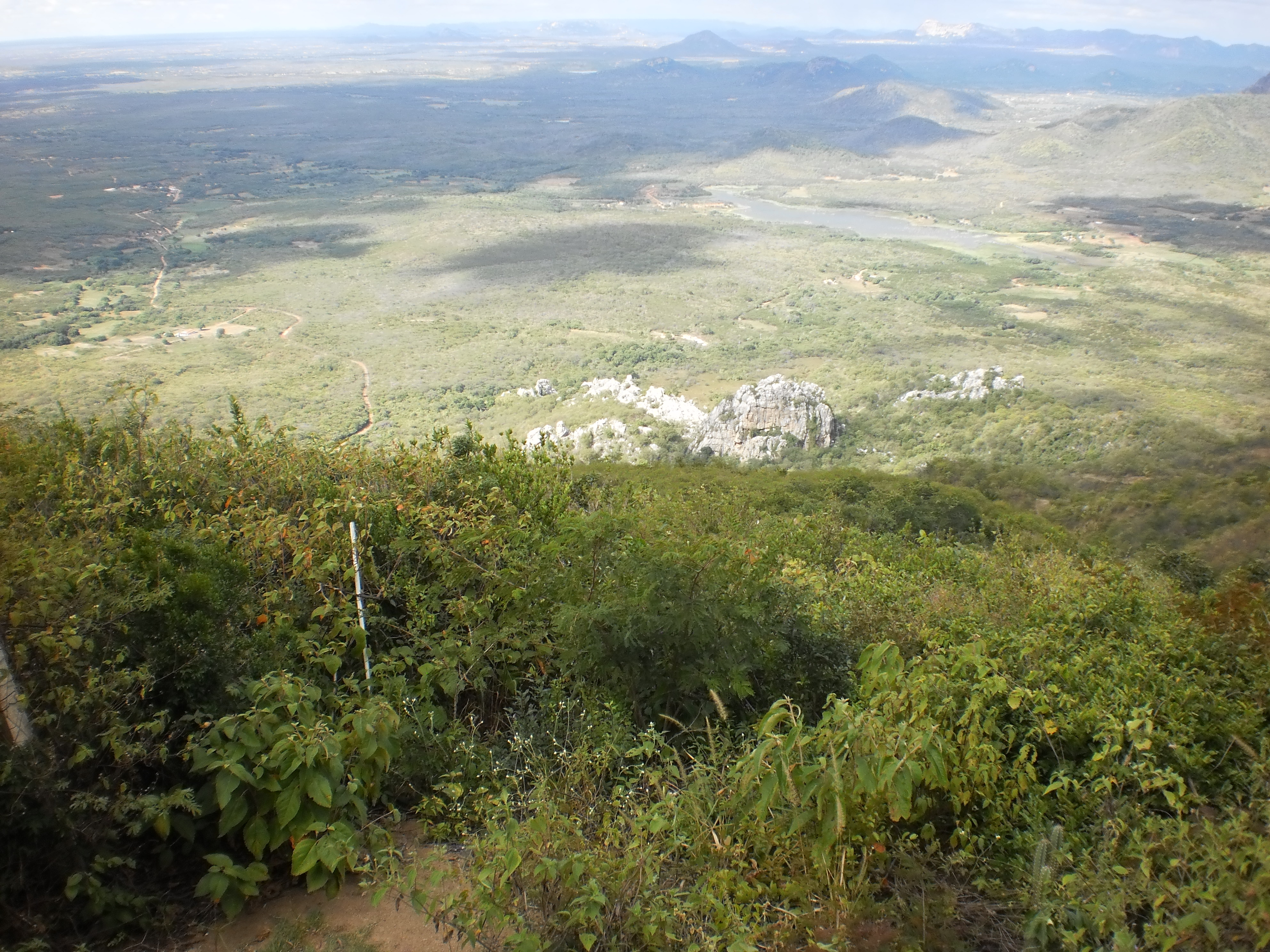
A Casa de Pedra (no meio da foto) vista do Mirante do Canto, em Martins

## Infraestrutura
A infraestrutura do Rio Grande do Norte tem qualidade acima da média do Nordeste e do Brasil. O estado foi destaque como a terceira melhor infraestrutura do país no estudo realizado pelo Centro de Liderança Pública (CLP), em parceria com a Consultoria Tendências e a Economist Inteligence Group.

### Saúde

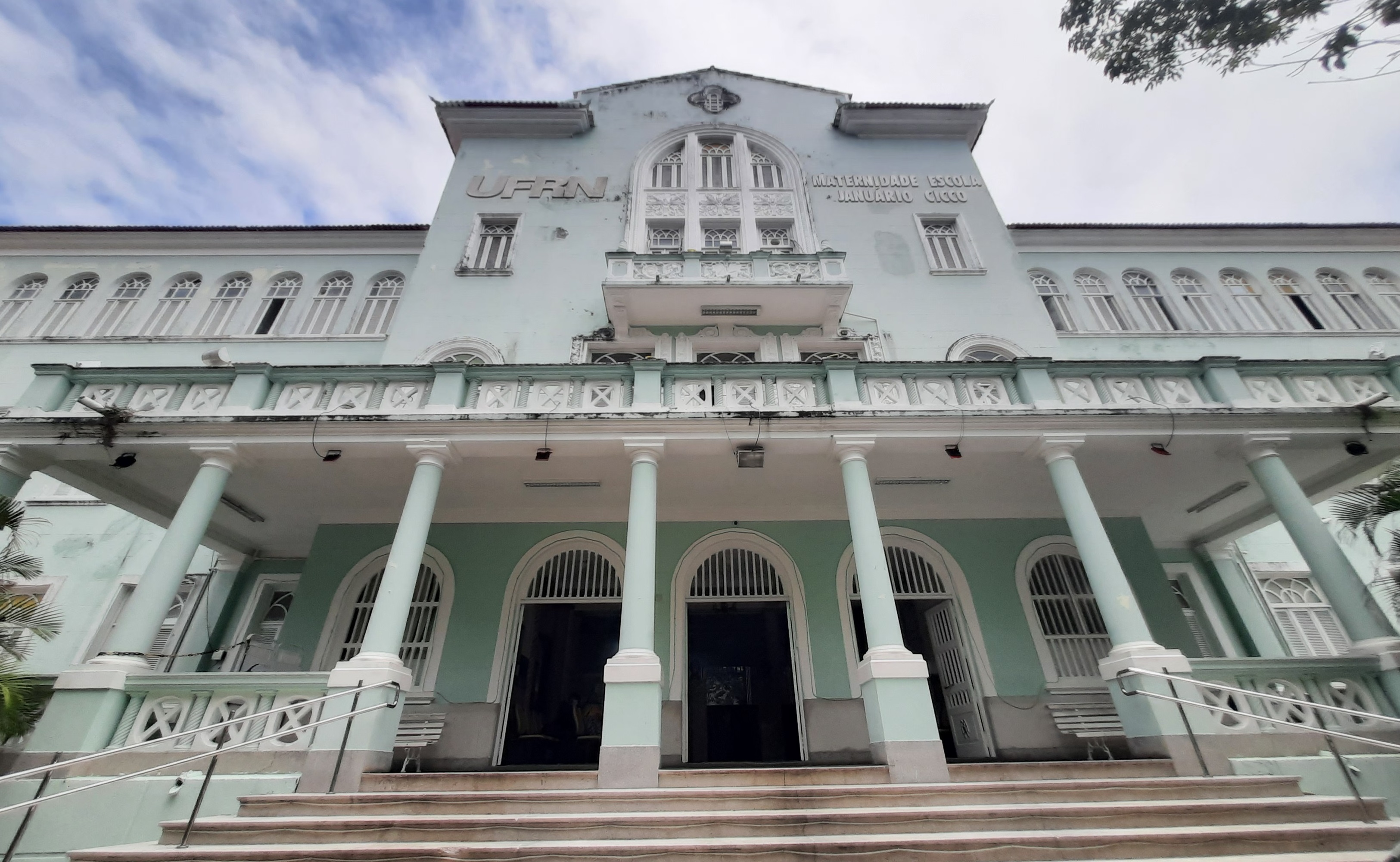
A Maternidade Escola Januário Cicco, obra da arquitetura neoclássica pertencente à UFRN, a mais importante maternidade do Rio Grande do Norte

Em 2009, existiam, no estado, 1 932 estabelecimentos hospitalares, com 6 851 leitos. Do total de estabelecimentos, 1 294 eram públicos, sendo 1 245 de caráter municipal, 34 de caráter estadual e quinze de caráter federal. 638 estabelecimentos eram privados, sendo 576 com fins lucrativos e 62 sem fins lucrativos. 93 unidades de saúde possuíam especializações com internação total e 1 641 unidades eram providas de atendimento ambulatorial. Em 2005, existiam 10,3 médicos para cada dez mil habitantes e a taxa de mortalidade infantil, em 2010, era de 20,6 por mil nascidos vivos. No mesmo ano, havia 462,4 leitos hospitalares para cada mil habitantes.
De acordo com uma pesquisa realizada pela Pesquisa Nacional por Amostra de Domicílios em 2008, 70,4% da população potiguar avaliou sua saúde como boa ou muito boa, 68,8% afirmaram ter realizado consulta médica nos últimos doze meses anteriores à data da entrevista, 41,3% dos habitantes consultaram o dentista no mesmo período e 7,2% da população estiveram internados em leito hospitalar. 29,4% dos habitantes declararam ter alguma doença crônica e apenas 15,6% dos residentes tinham cobertura de plano de saúde. No mesmo ano, 59,9% dos domicílios particulares permanentes estavam cadastrados no programa Unidade de Saúde Familiar.
Na questão de saúde feminina, 27,1% das mulheres com mais de 40 anos fizeram exame clínico das mamas nos últimos doze meses, 35,9% das mulheres entre 50 e 69 anos fizeram exame de mamografia nos últimos dois anos e 78,1% das mulheres entre 25 e 59 anos fizeram exame preventivo para câncer do colo do útero nos últimos três anos.

### Educação e ciência

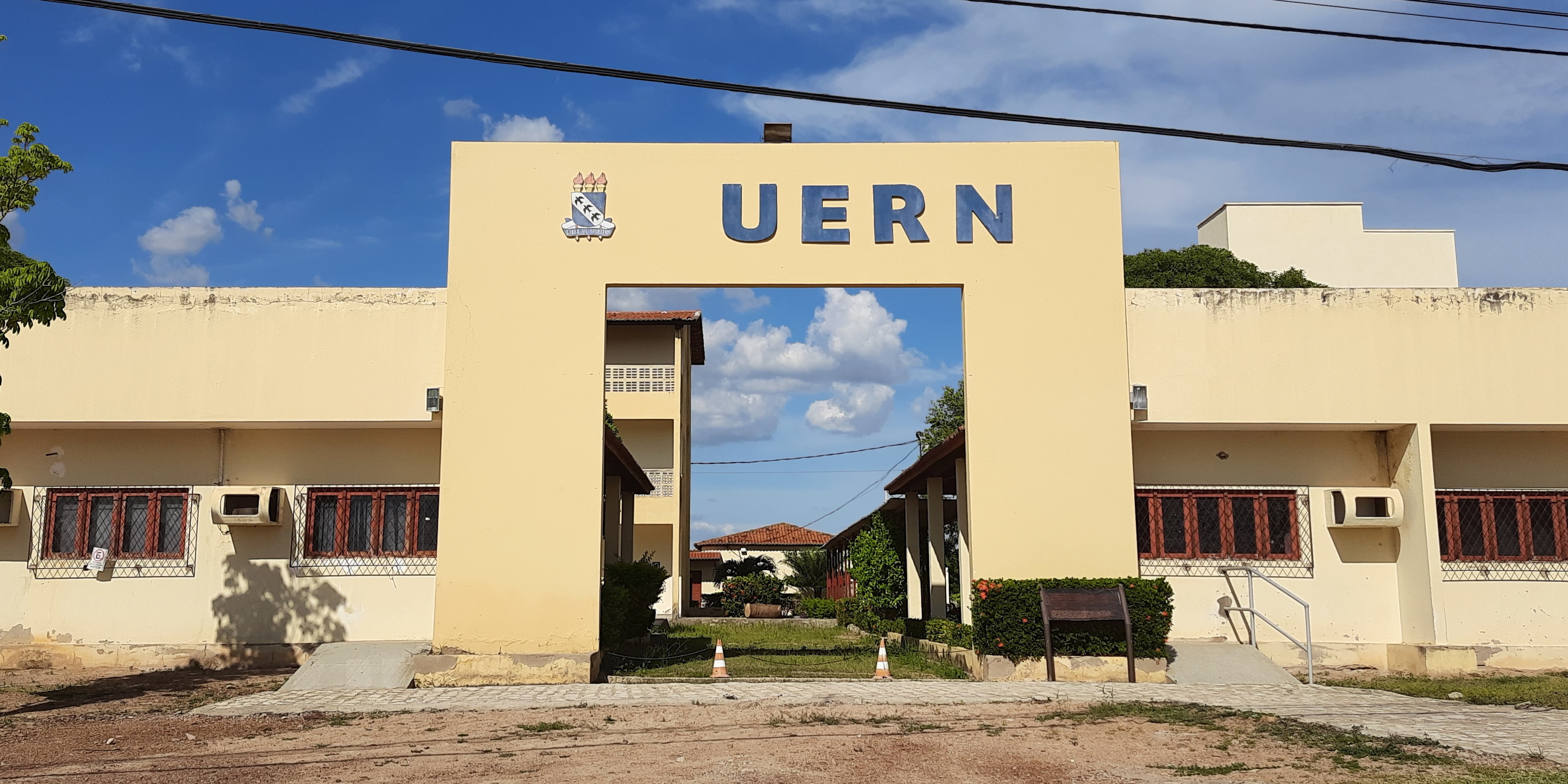
Câmpus Avançado Professora Maria Elisa de Albuquerque Maia (CAMEAM), da Universidade do Estado do Rio Grande do Norte (UERN), no município de Pau dos Ferros

O fator "educação" do IDH no Rio Grande do Norte atingiu em 2010 a marca de 0,597, com um aumento de 0,201 em relação ao ano 2000, quando o mesmo índice era de 0,396, ficando na segunda colocação a nível regional, superado apenas pelo Ceará (0,615). A taxa de alfabetização da população acima dos dez anos indicada pelo último censo demográfico do mesmo ano foi de 82,6 % (79,5 % para os homens e 85,6 % para as mulheres).  Levando-se em conta o nível de instrução da população com idade superior a dez anos (2010), 1 504 033 não possuíam instrução e fundamental incompleto (56,2 %), 592 671 tinham ensino médio completo e superior incompleto (22,15 %), 410 456 com fundamental completo e médio incompleto (15,34 %), 158 057 com superior completo (5,91 %) e 11 092 com nível indeterminado (0,41 %).
Tratando sobre o analfabetismo, o Rio Grande do Norte possui a sexta maior taxa do país, com 17,38 % de sua população com idade superior a dez anos considerada analfabeta, quase o dobro da média nacional (9,02 %). No mesmo ano, a taxa de conclusão, entre jovens de 15 a 17 anos, era de 51,6 % e o percentual de alfabetização de jovens e adolescentes entre 15 e 24 anos era de 95 %. Em 2012, 8,1% das crianças e adolescentes com faixa etária entre seis e catorze anos de idade estavam fora da escola. A distorção idade-série entre alunos do ensino fundamental, ou seja, com idade superior à recomendada, em 2013, era de 19,9 % para os anos iniciais e 41,2 % nos anos finais, enquanto no ensino médio a defasagem chegava a 43 %.
Entre as instituições de ensino superior do estado, estão o Instituto Federal do Rio Grande do Norte (IFRN), a Universidade Federal do Rio Grande do Norte, a Universidade Federal Rural do Semi-Árido (UFERSA), a Universidade do Estado do Rio Grande do Norte (UERN) e a Universidade Potiguar (UnP).
No campo da ciência, destaca-se o Instituto Internacional de Neurociências Edmond e Lily Safra (IINN/ELS), criado com o objetivo de descentralizar a pesquisa nacional restrita às regiões Sudeste e Sul e inaugurado em 2006. Foi idealizado pelo neurocientista Miguel Nicolelis, considerado um dos vinte mais importantes neurocientistas em atividade no mundo. Outro destaque é o Instituto Internacional de Física, que foi criado em outubro de 2009 e inaugurado em 2010, e é um centro de pesquisa de caráter nacional vinculado à UFRN, visando contribuir com o desenvolvimento tecnológico e científico do país, mais especialmente das regiões Norte e Nordeste. Outros centros tecnológicos implantados no estado na área de ciência e tecnologia são o Centro Vocacional Tecnológico, o Centro Tecnológico do Agronegócio, o Centro Tecnológico do Camarão, o Centro Tecnológico Temático da Apicultura, o Centro Tecnológico do Queijo do Seridó e o Instituto do Cérebro.

### Água e energia

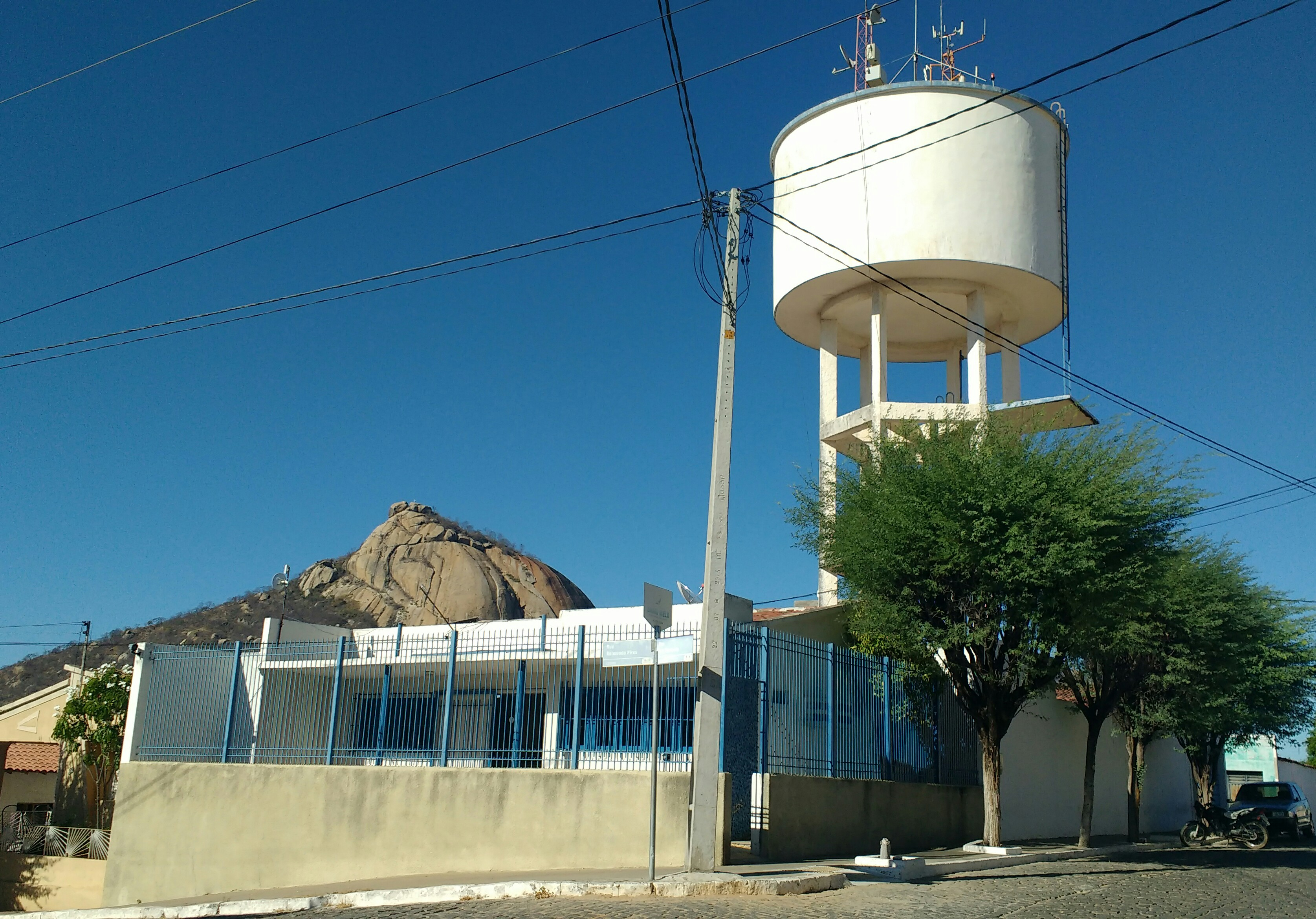
Escritório do Serviço Autônomo de Água e Esgoto (SAAE) em Alexandria, um dos poucos municípios do Rio Grande do Norte não atendidos pela CAERN

A Companhia de Águas e Esgotos do Rio Grande do Norte (CAERN) é principal empresa responsável pelo sistema de abastecimento de água do estado, além dos serviços de coleta e saneamento básico (tratamento de esgotos), estando presente na maioria dos municípios. Existe também o Serviço Autônomo de Água e Esgoto (SAAE), que atende alguns municípios e localidades em que a CAERN não atua. Segundo o censo de 2010, 776 979 domicílios eram abastecidos pela rede geral (86,38%); 50 988 por meio de poços ou nascentes fora da propriedade (3,91%); 26 144 por meio de poços ou nascentes situados dentro da propriedade (2,91%); 13 250 através de rios, açudes, lagos ou igarapés (1,47%) e 47 988 eram abastecidos de outras maneiras (5,33%).
A concessionária responsável pelo fornecimento de energia elétrica em todo o território estadual é a Companhia Energética do Rio Grande do Norte (COSERN), que pertence ao Grupo Neoenergia e atende a mais de um milhão de clientes. A COSERN possui mais de sessenta subestações espalhadas pelo estado, com mais de cinquenta mil quilômetros de linhas de transmissão e distribuição. Embora boa parte da eletricidade consumida no Rio Grande do Norte seja gerada na Bahia, através do Complexo Hidrelétrico de Paulo Afonso, da Companhia Hidroelétrica do São Francisco (CHESF), o estado possui um grande potencial na geração de energias renováveis, principalmente através da força dos ventos (energia eólica), com centenas de parques em funcionamento em seu território e outros em processo de implantação. Em agosto de 2021, o estado era o líder em capacidade instalada de energia eólica no Brasil.
O estado do Rio Grande do Norte é um dos principais produtores de petróleo do Brasil, com uma média diária de 25 mil barris. Em Guamaré está localizada a Refinaria Potiguar Clara Camarão (RPCC), responsável pelo processamento de mais de dois milhões de metros cúbicos (m³) de petróleo por ano. Por esta refinaria saem dois gasodutos, sendo o maior deles o Nordestão, que percorre mais de 400 quilômetros desde Guamaré até Cabo de Santo Agostinho, em Pernambuco. O segundo é o GASFOR, que liga Guamaré ao Porto do Pecém, no estado do Ceará. Do GASFOR é conectado o Gasoduto Serra do Mel-Açu, responsável pela interligação da Usina Termelétrica Jesus Soares Pereira (Termoaçu), em Alto do Rodrigues.

### Transporte

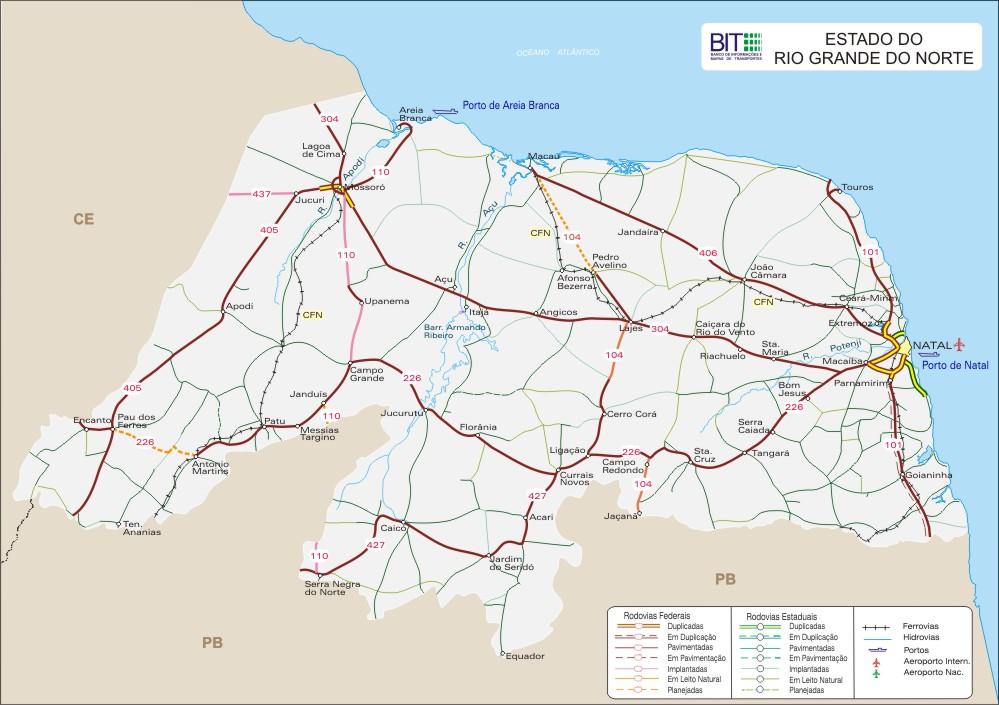
Mapa viário do Rio Grande do Norte

A frota estadual no ano de 2012 era de 888 149 veículos, sendo 396 831 automóveis, 312 913 motocicletas, 58 974 caminhonetes, 42 200 motonetas, 25 395 caminhões, 19 078 camionetas, 8 663 veículos utilitários, 5 392 ônibus, 3 963 micro-ônibus, 2 248 caminhões-trator e 112 tratores de roda. Outros tipos de veículos incluíam 12 380 unidades. Em 2013, comparado a 2012, a frota cresceu 9%, chegando a 971 mil veículos, sendo que existiam 642 mil condutores com carteira de habilitação, resultando em 329 mil veículos a mais do que condutores.
No transporte rodoviário, o Rio Grande do Norte está ligado a outros estados e regiões do Brasil por meio de rodovias federais e estaduais. As nove rodovias federais que atravessam o território potiguar, que possuem um total de 1 792 quilômetros de extensão (2008), são a BR-101, a BR-104, a BR-110, a BR-226, a BR-304, a BR-405, a BR-406, a BR-427 e a BR-437. Há diversas rodovias estaduais, que totalizam 4 282 quilômetros de extensão (dados de 2008).
O principal aeroporto do Rio Grande do Norte é o Aeroporto Internacional Governador Aluízio Alves, localizado próximo a Natal, no município de São Gonçalo do Amarante, construído em uma área de 42 000 m² e administrado pelo Consórcio Inframérica, sendo o primeiro aeroporto do Brasil a ser concedido do governo federal para a iniciativa privada. Entrou em operação no dia 31 de maio de 2014, com capacidade para seis milhões de passageiros por ano, em substituição ao antigo Aeroporto Internacional Augusto Severo, em Parnamirim, cujo terminal foi desativado e deverá ser entregue à Força Aérea Brasileira (FAB). Também existem outros aeroportos menores de categoria regional: Assu, Caicó, Currais Novos, Jardim de Angicos, Jardim do Seridó e Mossoró.
No transporte ferroviário, o Rio Grande do Norte possui 364 quilômetros de ferrovias. Apenas duas ferrovias cortam o território estadual. A primeira é a que ligava Mossoró até Sousa (Paraíba), construída em 1915 e que ligava apenas Mossoró a Porto Franco (atual Areia Branca), posteriormente, o percurso da ferrovia foi sendo prolongado até chegar a Sousa (Paraíba). Desde a década de 1980 a ferrovia se encontra desativada e uma considerável parte dos seus trilhos foi perdida. A outra vem da Paraíba e entra no Rio Grande do Norte pelo município de Nova Cruz, chegando a Natal e terminando em Macau. Essa linha ferroviária nunca foi oficialmente desativada e, apesar de possuir seus trilhos conservados, o tráfego de trens não acontece desde 1997.
No transporte marítimo, o estado conta com dois portos, ambos administrados pela Companhia Docas do Rio Grande do Norte (CODERN). O primeiro é o Porto de Natal, que se localiza na capital potiguar, na margem direita do Rio Potengi, inaugurado em outubro de 1932 e administrado pela CODERN desde 1983, o Porto de Natal liderou a exportação de frutas no Nordeste em 2017. Pelo Porto da capital do Rio Grande do Norte, um total de 236,6 milhões de dólares foram exportados em frutas. O segundo é o Porto-Ilha de Areia Branca, construído em alto mar, em uma área de 15 mil metros quadrados, a 26 km da zona urbana de Areia Branca e a catorze quilômetros da costa; foi inaugurado em 1º de março de 1974, entrando em operação no dia 4 de setembro do mesmo ano.

### Comunicações

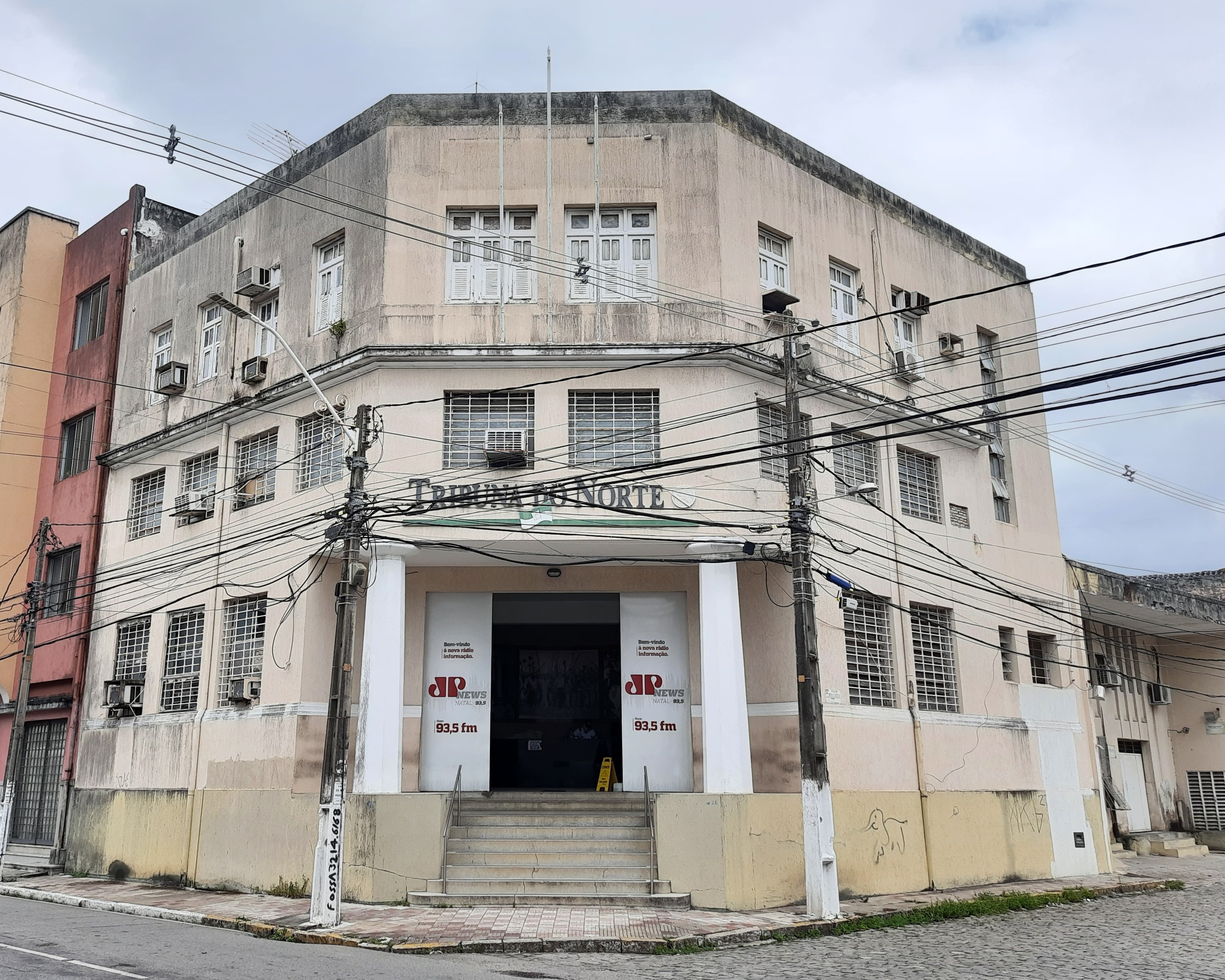
Sede do jornal Tribuna do Norte na Ribeira em Natal

No campo do serviço telefônico móvel, por telefone celular, o Rio Grande do Norte faz parte da "área 10" da Agência Nacional de Telecomunicações (ANATEL), que também compreende os estados de Pernambuco, Ceará, Paraíba, Piauí e Alagoas e é servido por quatro operadoras telefônicas; dados de maio de 2011 apontavam a TIM com a maior participação neste mercado no estado (34,44%), seguido da Claro (31,89%), Oi (29,50%) e Vivo (4,17%).
O código de área (DDD) de todo o Rio Grande do Norte é 084. Em 2010, 771 243 domicílios possuíam telefone (85,73%), dos quais 588 159 tinham apenas celular (65,38%), 168 241 telefone fixo e celular (18,7%) e 14 843 apenas telefone fixo.
Existem jornais em circulação em vários municípios do estado, com destaque para a Tribuna do Norte e Agora Jornal, editados e sediados na Região Metropolitana de Natal e o Jornal de Fato, em Mossoró, entre outros.
Há transmissão de canais nas faixas Very High Frequency (VHF) e Ultra High Frequency (UHF). O Rio Grande do Norte é sede de alguns canais/emissoras de televisão, como a TV Assembleia RN, a InterTV Cabugi e InterTV Costa Branca afiliadas da Rede Globo; a TV Tropical; a TV Ponta Negra; a TV Universitária Rio Grande do Norte; TV Feliz; TV Band RN e a TV União Natal.. Na Região Oeste do Rio Grande do Norte também é possível sintonizar os canais: TV Mossoró, TV Cabo Mossoró (TCM), SuperTV HD e a TV Cidade Oeste, esses dois últimos sendo possível sintonizar através do sinal do serviço de telecomunicação Brisanet.

### Segurança pública
As principais unidades das forças armadas presentes no Rio Grande do Norte são: no Exército Brasileiro, o estado é integrante do Comando Militar do Nordeste, com sede em Recife, capital de Pernambuco, e abrange toda a área do nordeste brasileiro, com exceção do Maranhão; na Marinha do Brasil, faz parte do 3º Distrito Naval, com sede em Natal e, na Força Aérea Brasileira, o Rio Grande do Norte integra o II Comando Aéreo Regional, sediado na Base Aérea do Recife e com jurisdição sobre os estados nordestinos (menos o Maranhão) e o 3º Centro Integrado de Defesa Aérea e Controle de Tráfego Aéreo, ambos com sede em Recife.
A Polícia Militar do Rio Grande do Norte foi criada inicialmente com a designação Corpo de Polícia da Província, em 27 de novembro de 1834, mas só foi organizada em 4 de novembro de 1836. Até receber a atual denominação de polícia militar, em 1947, a corporação já teve vários outros nomes. Tem por função primordial o policiamento ostensivo e a preservação da ordem pública no estado do Rio Grande do Norte, bem como garantir a segurança pública e a tranquilidade da população potiguar. Seus militares são denominados de "militares dos estados" pelo artigo 42 Constituição Federal.
O Corpo de Bombeiros Militar do Rio Grande do Norte surgiu em 29 de novembro de 1917, que instituiu uma pelotão de Bombeiros anexada ao esquadrão de cavalaria. Foi extinto posteriormente e reanexado ao esquadrão, sendo recriado em 21 de setembro de 1955 até que, em 22 de março de 2002, o Corpo de Bombeiros foi separado da Polícia Militar e passou a ser uma instituição independente, seja de forma administrativa ou orçamentária, e integrante do sistema de segurança pública do estado, cuja missão consiste na execução de atividades de defesa civil, prevenção e combate a incêndio, buscas, salvamentos e socorros públicos em todo o território estadual. Tal como a PMRN, os integrantes do Corpo de Bombeiros também são denominados militares de estados pela constituição.
A Polícia Civil do Rio Grande do Norte é um órgão do sistema de segurança pública ao qual compete as funções de polícia judiciária e de apuração das infrações penais, exceto as de natureza militar. Juntamente com as corporações anteriores e ainda o Instituto Técnico e Científico de Polícia (ITEP), a Polícia Civil é subordinada à Secretaria de Segurança Pública e Defesa Social do Rio Grande do Norte.

## Cultura
O estado do Rio Grande do Norte possui uma cultura rica e diversificada, sendo sede de várias entidades culturais, além de possuir diversos monumentos tombados, entre os quais o mais importante é a Fortaleza dos Reis Magos, considerado marco inicial da ocupação do território norte-riograndense.
Através da lei estadual 8 913, de 6 de dezembro de 2006, o dia 3 de outubro, que homenageia os mártires de Cunhaú e Uruaçu, é feriado estadual.

### Culinária e artesanato
A culinária norte-rio-grandense é influenciada tanto pela colonização portuguesa e quanto pela cultura indígena. Pratos típicos muito apreciados pelos potiguares, podendo ser encontradas em todas as regiões do estado são caranguejada, carne de sol, cocada, cuscuz, feijão verde, linguiça típica do sertão, macaxeira, paçoca, peixes fritos, queijo típico de manteiga, tapioca e ginga com tapioca. Salgados típicos são o arrubacão, o baião de dois, carne de sol com banana-de-terra, carne de sol feita com jerimum, batata-doce ou macaxeira, casquinha de caranguejo, moqueca de carne verde, mousse de caranguejo, paçoca, patinha de caranguejo, sarapatel e sopa de caranguejo, enquanto os doces típicos tradicionais são bolo de milho, bolo de rolo, doce de abóbora, doce de batata-doce, doce de caju feito em calda, doce de jaca, pudim de macaxeira e tijolinho de coco.
O artesanato potiguar destaca-se nos alimentos, bordados, cerâmica, cestarias, couro, madeira, pedras, rendas, tecelagem e trançados. Nos alimentos, destaca-se a produção de doces feitos de frutas encontradas em todo o estado. No leste do estado, especialmente nos municípios de Ceará-Mirim, Florânia, São Gonçalo do Amarante e São Tomé, destaca-se a produção de cerâmica. Em Caicó, destaque à produção de bordados e rendas. Em Currais Novos, encontra-se a maior produção de esculpimento de pedra, formando tipos variados de adorno. O couro, de origem caprina ou bovina, é produzido principalmente em Natal, Caicó e Taipu. Neste último também se destaca o esculpimento da madeira, junto com Macaíba. Nos municípios de Acari, Arez, Florânia, Ipanguaçu, Jardim do Seridó, São Paulo do Potengi e São Tomé o principal destaque é a tecelagem. As cestarias são, juntos com os trançados, uma outra forma de artesanato encontrada em quase todos os municípios potiguares.

### Folclore e eventos
O folclore do Rio Grande do Norte é dividido em dois grupos: os autos, reunindo uma mistura de espetáculos teatrais, e as manifestações, que contemplam as danças folclóricas. Os principais autos são o Boi dos Reis, tradicional Bumba meu boi; o fandango, de origem portuguesa; os congos, de herança africana e os caboclinhos, típicos do período carnavalesco. O boi calemba e a lapinha, esta também chamada de presépio, fazem parte das comemorações natalinas, simbolizando o nascimento de Jesus Cristo, enquanto o pastoril é típico do Ano-Novo.
Nas manifestações populares, as principais danças são a araruna, o bambelô, as bandeirinhas, a capelinha de melão, o coco, o espontão e o maneiro-pau. O coco, o bambelô e o maneiro-pau são danças de roda, as bandeirinhas e a capelinha de melão homenageiam São João Batista no período junino e o espontão é comum no Seridó. A araruna é um repertório coreógrafico que existe em Natal desde os anos 1950 e é representada pela Associação de Danças Antigas e Semidesaparecidas Araruna.
Entre os principais eventos, que normalmente vêm acompanhados de manifestações populares, destacam-se o Carnatal; Festa do Caju; Festa do Boi; Mossoró Cidade Junina e as festas de padroeiro de Mossoró (Santa Luzia), Caicó (Sant'Ana), Nossa Senhora da Apresentação de Natal e Santos Reis (ambas em Natal).

### Esporte e personalidades
O futebol, esporte originário da Grã-Bretanha, foi introduzido no Rio Grande do Norte nas primeiras décadas do século XX. Os primeiros clubes de futebol do estado, fundados em 1915, foram o ABC (29 de junho) e o América de Natal (14 de julho). No ano seguinte, teria ocorrido a primeira partida interestadual realizada com a presença de um clube potiguar, em 15 de novembro de 1916, no campo da Praça Pedro Velho, reunindo o ABC de Natal contra o Santa Cruz Futebol Clube, de Recife, na época vice-campeão pernambucano, sendo que este último venceu por 4 a 1. Em 1919, ocorreu o primeiro Campeonato Metropolitano de Futebol, vencido pelo América. Em toda a história do futebol norte-riograndense, o ABC foi o clube brasileiro que mais conquistou títulos estaduais, chegando a mais de 50 no Campeonato Potiguar, e é também o time com maior tempo no exterior, tendo jogado nos continentes africano, asiático e europeu.
O estado já sediou eventos esportivos de importância internacional, todos eles realizados na capital, tais como o Torneio Internacional de Ginástica Artística (2007), o Campeonato Mundial de Basquete Master e o 1º Meeting-Brasil de Ginástica Artística, os dois últimos em 2011 e, em 2014, no estádio Arena das Dunas, ocorreram quatro partidas da fase de grupos da Copa do Mundo da FIFA.
Esportistas potiguares famosos são: Alice Melo, ciclista mossoroense; Clodoaldo Silva, nadador, medalhista em edições dos Jogos Paraolímpicos, Pan-Americanos e ainda em campeonatos mundiais de natação; Magnólia Figueiredo, recordista brasileira dos quatrocentos metros em 1990 e participante das Olimpíadas de Seul (1988), Atlanta (1996) e Atenas (2004); Jussier Formiga, lutador de MMA; Márcio Mossoró, futebolista; Marinho Chagas, ex-jogador de futebol; Oscar Schmidt, um dos maiores jogadores da basquetebol do Brasil; os irmãos Patrício Freire e Patrick Freire, lutadores de MMA; Renan Barão e Rony Marques, ambos no UFC e Virna Dias, ex-jogadora de vôlei e a primeira medalhista do estado nos Jogos Olímpicos, bronze em Atlanta 1996 e Sidney 2000, quando outro potiguar Vicente Lenílson, de Currais Novos, conquistou uma prata no atletismo. Em julho de 2021, o surfista Ítalo Ferreira, natural de Baía Formosa e campeão mundial em 2019, conquistou em Tóquio 2020 o primeiro ouro olímpico do surfe na história dos jogos. Mais duas medalhistas potiguares se seguiram nas jogadoras da Seleção Brasileira de Futebol Feminino prata em Paris 2024, Antônia, de Riacho de Santana, e Priscila, de São Gonçalo do Amarante. Nos Jogos Paralímpicos de 2016, o Rio Grande do Norte foi o terceiro estado do Brasil em número de medalhas, depois de São Paulo e Rio de Janeiro, com nove, sendo uma de ouro, seis de prata e duas de bronze.
Fora do esporte, personalidades famosas nascidas no Rio Grande do Norte são Alan Severiano (jornalista), Augusto Severo (aviador, criador do Pax), Celina Guimarães Viana (primeira eleitora da América Latina),  Dom Eugênio Sales (ex-arcebispo do Rio de Janeiro), Fernanda Tavares (modelo internacional), Henrique Castriciano (fundador da Escola Doméstica de Natal e escritor), João Café Filho (ex-presidente da república e o único potiguar a ocupar o cargo), Luís da Câmara Cascudo (maior folclorista brasileiro e historiador), Marina Elali (cantora), Marta Jussara da Costa (primeira potiguar a ser eleita Miss Brasil, em 1979) e Veríssimo de Melo (fundador do Museu Câmara Cascudo, escritor e folclorista).